# Насељена места у Србији
Насељена места у Србији су утврђена Законом о територијалној организацији Републике Србије.  Према административно-правном критеријуму, насеља се деле на градска (која су актом јединица локалне самоуправе добила тај статус) и на остала насеља.
Постоји укупно 6158 насељених места у Србији, од којих 193 има статус градског насеља. Насељено место може да припада само једном граду, односно општини (јединици локалне самоуправе). Насеља Београд (део града Београда) и Ниш (део града Ниша) су јединствена по томе што се простиру на више градских општина. Градска општина Севојно и општина Сремски Карловци су једине територијалне јединице које обухватају тачно једно насеље (Севојно и Сремски Карловци).
Насеља су разврстана по јединицама локалне самоуправе и по управним окрузима. За списак по азбучном реду, погледајте Азбучни списак насељених места у Србији.
У напоменама се налазе и називи насеља која више нису у употреби, као и нека места која су изгубила статус самосталног насељеног места, а данас представљају засеоке.
Називи градских насеља су означени са: (г). Седишта јединица локале самоуправе су подебљана. У заградама поред назива територијалне јединице наведен је број насељених места која јој припадају.

## Београдски регион(157)

### Град Београд(157)
- Београд (г): обухвата целокупне територије градских општина Врачар, Стари град, Савски венац, Звездара, Раковица и Нови Београд и делове градских општина Вождовац, Земун, Палилула и Чукарица.

#### Градска општина Барајево(13)
- Арнајево
- Барајево
- Баћевац
- Бељина
- Бождаревац
- Велики Борак
- Вранић
- Гунцати
- Лисовић
- Манић
- Мељак
- Рожанци
- Шиљаковац

#### Градска општина Вождовац(4)
- Бели Поток (г)
- Вождовац (део Београда) (г)[в]
- Зуце
- Пиносава (г)
- Рипањ[г]

#### Градска општина Врачар
- Врачар (део Београда) (г)

#### Градска општина Гроцка(15)
- Бегаљица
- Болеч
- Брестовик
- Винча
- Врчин
- Гроцка (г)
- Дражањ
- Живковац
- Заклопача
- Калуђерица
- Камендол
- Лештане
- Пударци
- Ритопек
- Умчари

#### Градска општина Звездара
- Звездара (део Београда) (г)[д]

#### Градска општина Земун(1)
- Земун (део Београда) (г)[ђ]
- Угриновци

#### Градска општина Лазаревац(34)
- Араповац
- Барзиловица
- Барошевац
- Бистрица
- Брајковац
- Бурово
- Велики Црљени
- Врбовно
- Вреоци
- Дрен
- Дудовица
- Жупањац
- Зеоке
- Јунковац
- Крушевица
- Лазаревац (г)
- Лесковац
- Лукавица
- Мали Црљени
- Медошевац
- Миросаљци
- Петка
- Пркосава
- Рудовци
- Сакуља
- Соколово
- Степојевац
- Стрмово
- Стубица
- Трбушница
- Цветовац
- Чибутковица
- Шопић
- Шушњар

#### Градска општина Младеновац(22)
- Амерић
- Белуће
- Бељевац
- Велика Иванча
- Велика Крсна
- Влашка
- Границе
- Дубона
- Јагњило
- Ковачевац
- Кораћица
- Мала Врбица
- Марковац
- Међулужје
- Младеновац (варош) (г)
- Младеновац (село)
- Пружатовац
- Рабровац
- Рајковац
- Сенаја
- Црквине
- Шепшин

#### Градска општина Нови Београд
- Нови Београд (део Београда) (г)[е]

#### Градска општина Обреновац(29)
- Баљевац
- Барич
- Бело Поље
- Бргулице
- Бровић
- Велико Поље
- Вукићевица
- Грабовац
- Дражевац
- Дрен
- Забрежје
- Звечка
- Јасенак
- Конатице
- Кртинска
- Љубинић
- Мала Моштаница
- Мислођин
- Обреновац (г)
- Орашац
- Пироман
- Пољане
- Ратари
- Рвати
- Скела
- Стублине
- Трстеница
- Уровци
- Ушће

#### Градска општина Палилула(7)
- Палилула (део Београда) (г)[ж]
- Борча (г)
- Велико Село
- Дунавац
- Ковилово
- Овча (г)
- Падинска Скела[з]
- Сланци

#### Градска општина Раковица
- Раковица (део Београда) (г)[и]

#### Градска општина Савски Венац
- Савски венац (део Београда) (г)

#### Градска општина Сопот(17)
- Бабе
- Губеревац
- Дрлупа
- Дучина
- Ђуринци
- Мала Иванча
- Мали Пожаревац
- Неменикуће
- Парцани
- Поповић
- Раља[ј]
- Рогача
- Ропочево
- Сибница
- Слатина
- Сопот (г)
- Стојник

#### Градска општина Стари Град
- Стари град (део Београда) (г)

#### Градска општина Сурчин(7)
- Бечмен
- Бољевци
- Добановци (г)
- Јаково
- Петровчић
- Прогар
- Сурчин (г)

#### Градска општина Чукарица(7)
- Чукарица (део Београда) (г)[к]
- Велика Моштаница
- Остружница (г)
- Пећани (г)
- Руцка (г)
- Рушањ
- Сремчица
- Умка (г)

## Регион Војводине(467)

### Севернобачки округ(45)

#### Општина Бачка Топола(23)
- Багремово[л]
- Бајша
- Бачка Топола (г)[љ]
- Бачки Соколац
- Богараш[м]
- Горња Рогатица
- Гунарош[н]
- Зобнатица
- Кавило[м]
- Карађорђево[њ]
- Криваја[о]
- Мали Београд
- Мићуново[п]
- Ново Орахово[р]
- Његошево
- Оборњача[с]
- Томиславци[т]
- Панонија[ћ]
- Пачир
- Победа[м]
- Светићево
- Средњи Салаш
- Стара Моравица

#### Општина Мали Иђош(3)
- Ловћенац[у]
- Мали Иђош[ф]
- Фекетић[х]

#### Град Суботица(19)
- Бајмок
- Бачки Виногради[ц]
- Бачко Душаново[ч]
- Биково[џ]
- Вишњевац
- Горњи Таванкут[ш]
- Доњи Таванкут[ш]
- Ђурђин
- Келебија
- Љутово[ш]
- Мала Босна
- Мишићево[аа]
- Нови Жедник[аб]
- Палић (г)
- Стари Жедник[аб]
- Суботица (г)
- Хајдуково[ав]
- Чантавир
- Шупљак

### Средњобанатски округ(55)

#### Општина Житиште(12)
- Банатски Двор[аг]
- Банатско Вишњићево
- Банатско Карађорђево[ад]
- Житиште (г)[ађ]
- Међа
- Нови Итебеј
- Равни Тополовац[ае]
- Српски Итебеј
- Торак[аж]
- Торда[аз]
- Хетин
- Честерег

#### Град Зрењанин(22)
- Арадац[аи]
- Банатски Деспотовац
- Бело Блато
- Ботош
- Елемир
- Ечка
- Зрењанин (г)[ај]
- Јанков Мост
- Клек
- Книћанин
- Лазарево[ак]
- Лукино Село
- Лукићево[ал]
- Меленци
- Михајлово
- Орловат
- Перлез
- Стајићево
- Тараш
- Томашевац
- Фаркаждин
- Чента

#### Општина Нова Црња(6)
- Александрово[аљ]
- Војвода Степа
- Нова Црња[ам]
- Радојево[ан]
- Српска Црња
- Тоба

#### Општина Нови Бечеј(4)
- Бочар
- Кумане
- Нови Бечеј (г)[ањ]
- Ново Милошево[ао]

#### Општина Сечањ(11)
- Банатска Дубица[ап]
- Бока
- Бусење[ар]
- Јарковац
- Јаша Томић (г)
- Конак
- Крајишник[ас]
- Неузина[ат]
- Сечањ
- Сутјеска[аћ]
- Шурјан

### Севернобанатски округ(50)

#### Општина Ада(5)
- Ада (г)
- Мол (г)
- Оборњача
- Стеријино[ау]
- Утрине[аф]

#### Општина Кањижа(13)
- Адорјан[ах]
- Велебит
- Долине
- Војвода Зимоњић
- Кањижа (г)
- Мале Пијаце
- Мали Песак
- Мартонош
- Ново Село[ац]
- Ором
- Тотово Село[ач]
- Трешњевац[аџ]
- Хоргош

#### Град Кикинда(10)
- Банатска Топола
- Банатско Велико Село[аш]
- Башаид[ба]
- Иђош
- Кикинда (г)[бб]
- Мокрин
- Наково
- Нови Козарци[бв]
- Руско Село
- Сајан

#### Општина Нови Кнежевац(9)
- Банатско Аранђелово
- Ђала
- Мајдан
- Нови Кнежевац (г)
- Подлокањ
- Рабе
- Сигет[бг]
- Српски Крстур[бд]
- Филић[бђ]

#### Општина Сента(5)
- Богараш[бе]
- Горњи Брег
- Кеви
- Сента (г)
- Торњош

#### Општина Чока(8)
- Банатски Моноштор
- Врбица
- Јазово
- Остојићево[бж]
- Падеј
- Санад
- Црна Бара
- Чока (г)

### Јужнобанатски округ(94)

#### Општина Алибунар(10)
- Алибунар (г)
- Банатски Карловац (г)[бз]
- Владимировац[би]
- Добрица
- Иланџа
- Јаношик[бј]
- Локве[бк]
- Николинци
- Нови Козјак[бл]
- Селеуш

#### Општина Бела Црква(14)
- Банатска Паланка
- Банатска Суботица
- Бела Црква (г)
- Врачев Гај
- Гребенац
- Добричево
- Дупљаја
- Јасеново
- Кајтасово[бљ]
- Калуђерово
- Крушчица
- Кусић
- Црвена Црква
- Чешко Село[бм]

#### Град Вршац(24)
- Ватин
- Велико Средиште
- Влајковац
- Војводинци
- Вршац (г)
- Вршачки Ритови[бн]
- Гудурица
- Загајица
- Избиште
- Јабланка
- Куштиљ
- Мали Жам
- Мало Средиште
- Марковац
- Месић
- Орешац
- Павлиш
- Парта
- Потпорањ
- Ритишево
- Сочица
- Стража
- Уљма
- Шушара

#### Општина Ковачица(8)
- Дебељача
- Идвор
- Ковачица (г)
- Падина
- Путниково
- Самош
- Уздин
- Црепаја

#### Општина Ковин(10)
- Баваниште
- Гај
- Делиблато
- Дубовац
- Ковин (г)
- Мало Баваниште
- Мраморак
- Плочица
- Скореновац
- Шумарак[бњ]

#### Општина Опово(4)
- Баранда
- Опово (г)
- Сакуле
- Сефкерин

#### Град Панчево(10)
- Банатски Брестовац
- Банатско Ново Село
- Глогоњ
- Долово
- Иваново
- Јабука
- Качарево (г)[бо]
- Омољица
- Панчево (г)[бп]
- Старчево (г)

#### Општина Пландиште(14)
- Банатски Соколац
- Барице[бр]
- Велика Греда
- Велики Гај
- Дужине[бс]
- Јерменовци
- Купиник[бт]
- Лаудоновац[бћ]
- Маргита
- Марковићево[бу]
- Милетићево
- Пландиште[бф]
- Стари Лец
- Хајдучица

### Западнобачки округ(37)

#### Општина Апатин(5)
- Апатин (г)
- Купусина
- Пригревица[бх]
- Свилојево
- Сонта[бц]

#### Општина Кула(7)
- Крушчић[бч]
- Кула (г)
- Липар[бџ]
- Нова Црвенка
- Руски Крстур
- Сивац[бш]
- Црвенка (г)

#### Општина Оџаци(9)
- Бачки Брестовац
- Бачки Грачац[ва]
- Богојево
- Дероње
- Каравуково
- Лалић
- Оџаци (г)
- Ратково[вб]
- Српски Милетић

#### Град Сомбор(16)
- Алекса Шантић
- Бачки Брег
- Бачки Моноштор
- Бездан
- Гаково[вв]
- Дорослово
- Кљајићево[вг]
- Колут
- Растина
- Риђица
- Светозар Милетић
- Сомбор (г)
- Станишић
- Стапар
- Телечка
- Чонопља

### Јужнобачки округ(77)

#### Општина Бач(6)
- Бач (г)[вд]
- Бачко Ново Село
- Бођани
- Вајска
- Плавна
- Селенча

#### Општина Бачка Паланка(14)
- Бачка Паланка (г)
- Визић
- Гајдобра
- Деспотово[вђ]
- Карађорђево[ве]
- Младеново[вж]
- Нештин
- Нова Гајдобра
- Обровац
- Параге
- Пивнице
- Силбаш
- Товаришево
- Челарево[вз]

#### Општина Бачки Петровац(4)
- Бачки Петровац (г)
- Гложан
- Кулпин
- Маглић[ви]

#### Општина Беочин(8)
- Баноштор
- Беочин (г)
- Грабово
- Луг
- Раковац
- Свилош
- Сусек
- Черевић

#### Општина Бечеј(5)
- Бачко Градиште
- Бачко Петрово Село
- Бечеј (г)[вј]
- Милешево
- Радичевић[вк]

#### Општина Врбас(7)
- Бачко Добро Поље[вл]
- Врбас (г)[вљ]
- Змајево[вм]
- Косанчић[вн]
- Куцура
- Равно Село[вњ]
- Савино Село[во]

#### Општина Жабаљ(4)
- Госпођинци
- Ђурђево
- Жабаљ (г)
- Чуруг

#### Град Нови Сад(16)
- Бегеч
- Будисава
- Буковац
- Ветерник
- Каћ
- Кисач[вп]
- Ковиљ
- Лединци
- Нови Сад (г)[вр][вс]
- Петроварадин (г)[вт]
- Руменка
- Сремска Каменица (г)
- Стари Лединци[вћ]
- Степановићево
- Футог (г)
- Ченеј

#### Општина Србобран(3)
- Надаљ
- Србобран (г)
- Турија

#### Општина Сремски Карловци(1)
- Сремски Карловци (г)

#### Општина Темерин(3)
- Бачки Јарак (г)
- Сириг
- Темерин (г)

#### Општина Тител(6)
- Вилово
- Гардиновци
- Лок
- Мошорин
- Тител (г)
- Шајкаш

### Сремски округ(109)

#### Општина Инђија(11)
- Бешка
- Инђија (г)
- Јарковци
- Крчедин
- Љуково
- Марадик
- Нови Карловци
- Нови Сланкамен
- Сланкаменачки Виногради[ву]
- Стари Сланкамен
- Чортановци

#### Општина Ириг(12)
- Велика Ремета[вф]
- Врдник
- Гргетек[вх]
- Добродол[вц]
- Ириг (г)
- Јазак
- Крушедол Прњавор[вч]
- Крушедол Село
- Мала Ремета
- Нерадин
- Ривица
- Шатринци

#### Општина Пећинци(15)
- Ашања
- Брестач
- Деч
- Доњи Товарник
- Карловчић
- Купиново
- Обреж
- Огар
- Пећинци
- Попинци
- Прхово
- Сибач
- Сремски Михаљевци[вџ]
- Суботиште
- Шимановци

#### Општина Рума(17)
- Буђановци
- Витојевци
- Вогањ
- Грабовци
- Добринци
- Доњи Петровци
- Жарковац
- Кленак
- Краљевци
- Мали Радинци
- Никинци
- Павловци
- Платичево
- Путинци
- Рума (г)
- Стејановци
- Хртковци

#### Град Сремска Митровица(26)
- Бешеновачки Прњавор[вш]
- Бешеново
- Босут
- Велики Радинци
- Гргуревци
- Дивош
- Засавица I
- Засавица II
- Јарак
- Кузмин
- Лаћарак
- Лежимир
- Манђелос
- Мартинци
- Мачванска Митровица (г)[га]
- Ноћај
- Равње
- Раденковић
- Салаш Ноћајски
- Сремска Митровица (г)
- Сремска Рача
- Стара Бингула
- Чалма
- Шашинци
- Шишатовац
- Шуљам

#### Општина Стара Пазова(9)
- Белегиш
- Војка
- Голубинци
- Крњешевци
- Нова Пазова
- Нови Бановци
- Стара Пазова (г)
- Стари Бановци
- Сурдук

#### Општина Шид(19)
- Адашевци
- Батровци
- Бачинци
- Беркасово
- Бикић До[гб]
- Бингула
- Вашица[гв]
- Вишњићево[гг]
- Гибарац
- Ердевик
- Илинци
- Јамена
- Кукујевци
- Љуба
- Моловин
- Моровић
- Привина Глава
- Сот
- Шид (г)

## Регион Шумадије и западне Србије(2112)

### Мачвански округ(228)

#### Општина Богатић(14)
- Бадовинци
- Баново Поље
- Белотић
- Богатић
- Глоговац
- Глушци
- Дубље
- Клење
- Метковић
- Очаге[гд]
- Салаш Црнобарски
- Совљак
- Узвеће
- Црна Бара

#### Општина Владимирци(29)
- Белотић
- Бељин
- Бобовик
- Владимирци[гђ]
- Власеница
- Вукошић
- Вучевица
- Дебрц
- Драгојевац
- Звезд
- Јазовник
- Јаловик
- Каона
- Козарица
- Крнић
- Крнуле
- Кујавица
- Лојанице
- Матијевац
- Месарци
- Меховине
- Мровска
- Ново Село
- Пејиновић
- Прово
- Риђаке
- Скупљен
- Суво Село
- Трбушац

#### Општина Коцељева(17)
- Баталаге
- Брдарица
- Бресница
- Галовић
- Голочело
- Градојевић
- Доње Црниљево[ге]
- Драгиње
- Дружетић
- Зукве
- Каменица
- Коцељева[гж]
- Љутице
- Мали Бошњак
- Свилеува
- Суботица
- Ћуковине

#### Општина Крупањ(23)
- Бањевац
- Бела Црква
- Богоштица
- Брезовице
- Брштица
- Врбић
- Дворска
- Завлака
- Костајник
- Красава
- Кржава
- Крупањ (г)
- Ликодра
- Липеновић
- Мојковић
- Планина
- Равнаја
- Ставе
- Толисавац
- Томањ
- Цветуља
- Церова
- Шљивова

#### Град Лозница(54)
- Бања Ковиљача (г)
- Башчелуци
- Брадић
- Брезјак[гз]
- Брњац
- Велико Село
- Воћњак
- Горња Бадања
- Горња Борина
- Горња Ковиљача[ги]
- Горња Сипуља
- Горње Недељице
- Горњи Добрић
- Грнчара
- Доња Бадања
- Доња Сипуља
- Доње Недељице
- Доњи Добрић
- Драгинац
- Зајача
- Јадранска Лешница[гј]
- Јаребице
- Јелав
- Јошева
- Југовићи
- Каменица
- Клупци
- Козјак
- Коренита
- Крајишници
- Лешница
- Липница
- Липнички Шор
- Лозница (г)
- Лозничко Поље
- Милина
- Ново Село
- Пасковац
- Плоча
- Помијача
- Рибарице[гк]
- Руњани
- Симино Брдо
- Слатина
- Стража
- Ступница
- Текериш
- Трбосиље
- Трбушница
- Тршић
- Филиповићи
- Цикоте
- Чокешина
- Шурице

#### Општина Љубовија(27)
- Берловине[гл]
- Врхпоље
- Горња Љубовиђа
- Горња Оровица
- Горња Трешњица
- Горње Кошље
- Грачаница
- Грчић
- Доња Љубовиђа
- Доња Оровица
- Дрлаче
- Дубоко[гљ]
- Леовић[гм]
- Лоњин
- Љубовија
- Оровичка Планина
- Поднемић[гљ]
- Постење
- Рујевац
- Савковић
- Селанац
- Соколац
- Торник
- Узовница
- Цапарић
- Црнча
- Читлук

#### Општина Мали Зворник(12)
- Амајић
- Брасина
- Будишић
- Велика Река
- Вољевци
- Доња Борина
- Доња Трешњица
- Мали Зворник (г)
- Радаљ
- Сакар
- Цулине
- Читлук

#### Град Шабац(52)
- Бела Река
- Богосавац
- Бојић
- Букор
- Варна
- Волујац
- Горња Врањска
- Грушић
- Двориште
- Десић
- Добрић
- Дреновац
- Дуваниште
- Жабар
- Заблаће
- Змињак
- Јевремовац
- Јеленча
- Корман
- Криваја
- Липолист
- Мајур
- Мала Врањска
- Маови
- Мачвански Причиновић
- Метлић
- Милошевац
- Миокус
- Мишар
- Мрђеновац
- Накучани
- Орашац
- Орид[гн]
- Петковица
- Петловача
- Поцерски Метковић[гњ]
- Поцерски Причиновић
- Предворица
- Прњавор
- Радовашница
- Рибари
- Румска
- Синошевић
- Скрађани[го]
- Слатина
- Слепчевић
- Табановић
- Церовац
- Цуљковић
- Шабац (г)
- Шеварице
- Штитар

### Колубарски округ(218)

#### Град Ваљево(78)
- Бабина Лука
- Балиновић
- Бачевци
- Белић
- Белошевац
- Беомужевић
- Близоње
- Бобова
- Богатић
- Бранговић
- Бранковина
- Брезовице
- Бујачић
- Ваљево (г)[гп]
- Веселиновац
- Влашчић
- Врагочаница
- Вујиновача
- Гола Глава
- Горић
- Горња Буковица
- Горња Грабовица
- Горње Лесковице
- Дегурић
- Дивци
- Дивчибаре (г)[гр]
- Доња Буковица
- Доње Лесковице
- Драчић
- Дупљај
- Жабари
- Забрдица
- Зарубе
- Златарић
- Јазовик
- Јасеница
- Јовања
- Јошева
- Каменица
- Кланица
- Клинци (Ваљево)
- Ковачице
- Козличић
- Котешица
- Кунице
- Лелић
- Лозница
- Лукавац
- Мајиновић
- Мијачи
- Миличиница
- Мрчић
- Оглађеновац
- Осладић
- Пакље
- Пауне
- Петница
- Попучке
- Пријездић
- Причевић
- Рабас
- Равње
- Рађево Село
- Ребељ
- Ровни
- Сандаљ
- Седлари
- Ситарице
- Совач
- Станина Река
- Стапар
- Стрмна Гора
- Стубо
- Суводање
- Сушица[гс]
- Таор[гт]
- Тубравић
- Тупанци

#### Општина Лајковац(19)
- Бајевац
- Боговађа[гћ]
- Врачевић[гу]
- Доњи Лајковац
- Јабучје
- Лајковац (варош) (г)[гф]
- Лајковац (село)
- Мали Борак
- Маркова Црква
- Непричава
- Пепељевац
- Придворица
- Ратковац
- Рубрибреза
- Скобаљ
- Словац
- Степање
- Стрмово
- Ћелије

#### Општина Љиг(27)
- Ба
- Бабајић[гх]
- Белановица (г)
- Бошњановић
- Бранчић
- Велишевац
- Гукош[гц]
- Дићи
- Доњи Бањани
- Живковци
- Ивановци
- Јајчић
- Кадина Лука
- Калањевци
- Козељ
- Лалинци
- Латковић
- Липље
- Љиг (г)[гч]
- Милавац[гџ]
- Моравци
- Палежница
- Пољанице
- Славковица
- Цветановац
- Штавица
- Шутци

#### Општина Мионица(36)
- Берковац
- Брежђе
- Буковац
- Велика Маришта[гш]
- Вировац
- Вртиглав
- Голубац
- Горњи Лајковац
- Горњи Мушић
- Гуњица
- Доњи Мушић
- Дучић
- Ђурђевац
- Клашнић
- Кључ
- Команице
- Крчмар
- Маљевић
- Мионица (варошица) (г)
- Мионица (село)
- Мратишић
- Наномир
- Осеченица
- Паштрић
- Планиница
- Попадић
- Радобић[да]
- Рајковић
- Ракари
- Робаје
- Санковић
- Струганик
- Табановић
- Тодорин До
- Толић
- Шушеока

#### Општина Осечина(20)
- Бастав
- Белотић
- Братачић
- Горње Црниљево[дб]
- Гуњаци
- Драгијевица
- Драгодол
- Комирић
- Коњиц
- Коњуша
- Лопатањ
- Осечина (варошица)
- Осечина (село)
- Остружањ
- Пецка
- Плужац
- Сирдија
- Скадар
- Туђин
- Царина

#### Општина Уб(38)
- Бањани
- Богдановица
- Бргуле
- Брезовица
- Врело
- Врховине
- Вукона
- Гвозденовић
- Гуњевац
- Докмир
- Звиздар
- Јошева
- Каленић
- Калиновац
- Кожуар* Кршна Глава
- Лисо Поље
- Лончаник
- Милорци
- Мургаш
- Новаци
- Паљуви
- Памбуковица
- Радљево
- Радуша
- Руклада
- Слатина
- Совљак
- Стубленица
- Таково
- Тврдојевац
- Трлић
- Трњаци
- Тулари
- Уб (г)
- Црвена Јабука
- Чучуге
- Шарбане

### Шумадијски округ(175)

#### Општина Аранђеловац(19)
- Аранђеловац (г)
- Бања[дв]
- Босута
- Брезовац
- Буковик
- Венчане[дг]
- Врбица
- Вукосавци
- Гараши
- Горња Трешњевица
- Даросава[дд]
- Јеловик
- Копљаре
- Мисача
- Орашац
- Прогореоци
- Раниловић
- Стојник
- Тулеж

#### Општина Баточина(11)
- Бадњевац
- Баточина[дђ]
- Брзан
- Градац
- Доброводица
- Жировница
- Кијево
- Милатовац[де]
- Никшић
- Прњавор
- Црни Као

#### Општина Кнић(36)
- Бајчетина
- Балосаве
- Баре
- Бечевица
- Борач
- Брестовац
- Брњица
- Бумбарево Брдо
- Врбета
- Вучковица
- Грабовац
- Гривац
- Гружа
- Губеревац
- Гунцати
- Драгушица
- Дубрава
- Жуње
- Забојница
- Кикојевац
- Кнежевац
- Кнић
- Коњуша
- Кусовац
- Лесковац
- Липница
- Љубић
- Љуљаци
- Опланић
- Пајсијевић
- Претоке
- Радмиловић
- Рашковић
- Суморовац
- Топоница
- Честин

#### Град Крагујевац(57)
- Аџине Ливаде
- Баљковац
- Ботуње
- Букоровац
- Велика Сугубина
- Велике Пчелице
- Велики Шењ
- Вињиште
- Влакча
- Голочело
- Горња Сабанта
- Горње Грбице
- Горње Јарушице
- Горње Комарице
- Грошница
- Десимировац
- Дивостин
- Добрача
- Доња Сабанта
- Доње Грбице
- Доње Комарице
- Драгобраћа
- Драча
- Дреновац
- Дулене
- Ђурисело
- Ердеч
- Јабучје
- Јовановац
- Каменица
- Корман
- Котража
- Крагујевац (г)[дж]
- Кутлово
- Лужнице
- Љубичевац
- Мала Врбица
- Мали Шењ
- Маршић
- Маслошево
- Миронић
- Нови Милановац
- Опорница
- Пајазитово
- Поскурице
- Прекопеча
- Рамаћа
- Ресник
- Рогојевац
- Страгари
- Трешњевак
- Трмбас
- Угљаревац
- Цветојевац
- Церовац
- Чумић
- Шљивовац

#### Општина Лапово(2)
- Лапово (варошица) (г)
- Лапово (село)

#### Општина Рача(19)
- Адровац
- Борци[дз]
- Бошњане
- Велико Крчмаре
- Вишевац
- Војиновац
- Вучић (насеље)
- Доња Рача
- Доње Јарушице
- Ђурђево
- Мали Мирашевац[ди]
- Мало Крчмаре
- Мирашевац
- Поповић
- Рача (г)[дј]
- Сараново
- Сепци
- Сипић
- Трска

#### Општина Топола(31)
- Белосавци
- Блазнава
- Божурња
- Винча
- Војковци
- Горња Трнава
- Горња Шаторња
- Горович
- Гуришевци
- Доња Трешњевица
- Доња Трнава
- Доња Шаторња
- Жабаре
- Загорица
- Јарменовци
- Јеленац
- Јунковац
- Клока
- Крћевац
- Липовац
- Манојловци
- Маскар
- Наталинци
- Овсиште
- Павловац
- Пласковац
- Рајковац
- Светлић
- Топола (варошица) (г)
- Топола (село)
- Шуме

### Поморавски округ(191)

#### Општина Деспотовац(33)
- Балајнац
- Баре[дк]
- Бељајка
- Богава
- Брестово
- Буковац
- Велики Поповић
- Витанце
- Војник[дл]
- Грабовица
- Двориште
- Деспотовац (г)[дљ]
- Жидиље
- Златово
- Јасеново
- Језеро
- Јеловац
- Липовица
- Ломница
- Маквиште
- Медвеђа
- Милива
- Пањевац
- Плажане
- Поповњак
- Равна Река
- Ресавица (г)
- Ресавица (село)
- Сењски Рудник
- Сладаја
- Стењевац
- Стрмостен
- Трућевац

#### Град Јагодина(53)
- Багрдан[дм]
- Белица
- Бресје
- Буковче
- Бунар
- Винорача
- Вољавче
- Врановац
- Врба
- Главинци
- Глоговац
- Горње Штипље
- Горњи Рачник
- Деоница
- Добра Вода
- Доње Штипље
- Доњи Рачник
- Драгоцвет
- Драгошевац
- Дражмировац
- Дубока
- Ивковачки Прњавор
- Јагодина (г)[дн]
- Јошанички Прњавор
- Каленовац
- Ковачевац
- Коларе
- Кончарево[дњ]
- Кочино Село
- Ловци
- Лозовик
- Лукар
- Мајур[до]
- Мали Поповић
- Медојевац
- Међуреч
- Милошево
- Мишевић
- Ново Ланиште[дп]
- Рајкинац
- Ракитово
- Рибаре
- Рибник
- Сиоковац
- Слатина
- Старо Ланиште[дп]
- Старо Село
- Стрижило
- Топола
- Трнава
- Црнче
- Шантаровац
- Шуљковац

#### Општина Параћин(35)
- Бошњане
- Буљане
- Бусиловац
- Главица
- Голубовац
- Горња Мутница
- Горње Видово
- Давидовац
- Доња Мутница
- Доње Видово
- Дреновац
- Забрега
- Извор
- Клачевица
- Крежбинац
- Лебина
- Лешје
- Мириловац
- Параћин (г)
- Плана
- Поповац
- Поточац
- Ратаре
- Рашевица
- Својново
- Сикирица
- Сињи Вир
- Сисевац
- Стрижа
- Стубица
- Текија
- Трешњевица
- Чепуре
- Шавац
- Шалудовац

#### Општина Рековац(32)
- Баре
- Белушић
- Беочић
- Богалинац
- Брајновац
- Велика Крушевица
- Вукмановац
- Доброселица
- Драгово
- Жупањевац
- Кавадар
- Каленићки Прњавор
- Калудра
- Комаране
- Лепојевић
- Ломница
- Лоћика
- Малешево[др]
- Мотрић
- Надрље
- Опарић
- Превешт
- Рабеновац
- Ратковић
- Рековац
- Секурич
- Сибница
- Сиљевица
- Течић
- Урсуле
- Цикот
- Шљивица

#### Општина Свилајнац(22)
- Бобово
- Бресје
- Војска
- Врлане
- Гложане
- Грабовац
- Дубље
- Дубница
- Ђуринац
- Купиновац
- Кушиљево
- Луковица
- Мачевац
- Проштинац
- Радошин
- Роанда
- Роћевац
- Свилајнац (г)
- Седларе
- Суботица
- Тропоње
- Црквенац

#### Општина Ћуприја(16)
- Батинац
- Бигреница
- Вирине
- Влашка
- Дворица
- Иванковац
- Исаково
- Јовац
- Кованица
- Крушар
- Мијатовац
- Остриковац
- Паљане
- Сење
- Супска
- Ћуприја (г)

### Златиборски округ(439)

#### Општина Ариље(22)
- Ариље (г)
- Бјелуша
- Богојевићи
- Бреково
- Вигоште
- Вирово
- Висока[дс]
- Вране
- Грдовићи
- Гривска
- Добраче
- Драгојевац
- Крушчица
- Латвица
- Миросаљци
- Поглед
- Радобуђа
- Радошево[дт]
- Северово
- Ступчевићи
- Трешњевица
- Церова

#### Општина Бајина Башта(36)
- Бајина Башта (г)
- Бачевци
- Бесеровина
- Вишесава
- Гвоздац
- Добротин
- Драксин
- Дуб
- Заглавак
- Заовине
- Зарожје
- Зауглине
- Злодол
- Јагоштица
- Јакаљ
- Јеловик
- Коњска Река
- Костојевићи
- Луг
- Љештанско
- Мала Река
- Обајгора
- Овчиња
- Оклетац
- Пепељ
- Перућац
- Пилица
- Придоли
- Растиште
- Рача
- Рогачица
- Сијерач
- Солотуша
- Стрмово
- Церје
- Црвица

#### Општина Косјерић(27)
- Бјелоперица
- Брајковићи
- Варда
- Галовићи
- Годечево
- Годљево
- Горња Полошница
- Доња Полошница
- Дреновци
- Дубница
- Косјерић (варош) (г)[дћ]
- Косјерић (село)
- Маковиште
- Мионица
- Мрчићи
- Мушићи
- Парамун
- Радановци
- Росићи
- Руда Буква
- Сеча Река
- Скакавци
- Стојићи
- Субјел
- Тубићи
- Цикоте
- Шеврљуге

#### Општина Нова Варош(33)
- Акмачићи
- Амзићи
- Бистрица
- Божетићи
- Брдо
- Буковик
- Бурађа
- Вилови
- Вранеша[ду]
- Горња Бела Река
- Горње Трудово[дф]
- Дебеља
- Доња Бела Река
- Драглица
- Дражевићи
- Дрмановићи
- Јасеново
- Комарани
- Кућани
- Љепојевићи
- Мишевићи
- Негбина
- Нова Варош (г)
- Ојковица
- Радијевићи
- Радоиња
- Рутоши
- Сеништа
- Тисовица
- Тиква
- Трудово
- Челице
- Штитково

#### Општина Пожега(42)
- Бакионица
- Велика Јежевица[дх]
- Висибаба
- Врањани
- Глумач
- Годовик
- Горња Добриња
- Горобиље
- Гугаљ
- Доња Добриња
- Дражиновићи
- Душковци
- Засеље
- Здравчићи
- Јелен До
- Каленићи
- Лопаш
- Лорет
- Љутице
- Мађер
- Мала Јежевица[дх]
- Милићево Село
- Мршељи
- Отањ
- Папратиште
- Пилатовићи
- Пожега (г)
- Пријановићи
- Прилипац
- Радовци
- Расна
- Речице
- Роге
- Рупељево
- Сврачково
- Средња Добриња
- Табановићи
- Тврдићи
- Тометино Поље
- Тучково
- Узићи
- Честобродица

#### Општина Прибој(33)
- Бања
- Батковићи
- Брезна
- Бучје
- Добриловићи
- Живинице
- Забрђећ
- Забрњица
- Заградина
- Заостро
- Јелача
- Калафати
- Калуђеровићи
- Касидоли
- Кратово
- Крњача
- Кукуровићи
- Мажићи
- Милијеш
- Плашће
- Пожегрмац
- Прибој (г)
- Прибојска Голеша
- Прибојске Челице
- Рача
- Ритошићи
- Сјеверин
- Сочице
- Стрмац
- Херцеговачка Голеша
- Црнуговићи
- Црнузи
- Читлук

#### Општина Пријепоље(80)
- Аљиновићи
- Балићи
- Баре
- Бискупићи
- Бјелахова[дц]
- Брајковац
- Брвине
- Бродарево
- Буковик
- Виницка
- Врбово
- Гојаковићи
- Горње Бабине
- Горње Горачиће
- Горњи Страњани
- Гостун
- Грачаница
- Гробнице
- Дивци
- Доње Бабине
- Доњи Страњани
- Дренова
- Душманићи
- Ђурашићи
- Забрдњи Тоци
- Завинограђе
- Залуг
- Заступ
- Звијезд
- Ивање
- Ивезићи
- Избичањ
- Јабука
- Јунчевићи
- Камена Гора
- Караула
- Карошевина
- Каћево
- Кашице
- Ковачевац[дч]
- Копривна
- Косатица[дџ]
- Кошевине
- Крушево
- Кучин
- Лучице
- Матаруге
- Међани
- Мијани
- Мијоска
- Милаковићи
- Милешево
- Милошев До
- Миљевићи[дч]
- Мрчковина
- Мушковина
- Ораовац[дш]
- Орашац
- Осоје
- Оштра Стијена
- Поткрш
- Поток
- Правошево
- Прањци
- Пријепоље (г)[ђа]
- Расно
- Ратајска
- Седобро
- Сељане
- Сељашница
- Скокуће
- Слатина
- Сопотница
- Ташево
- Хисарџик
- Хрта
- Црквени Тоци
- Чадиње
- Чаушевићи
- Џурово

#### Општина Сјеница(101)
- Аливеровиће[ђб]
- Багачиће
- Баре
- Бачија
- Биоц[ђв]
- Блато[ђг]
- Богути[ђд]
- Божов Поток
- Бољаре
- Боришиће[ђђ]
- Боровиће[ђе]
- Бреза[ђж]
- Брњица
- Буђево
- Вапа
- Весковиће[ђз]
- Височка[ђи]
- Вишњева
- Вишњице[ђд]
- Врапци[ђј]
- Врбница[ђи]
- Врсјенице[ђк]
- Голубан[ђл]
- Горње Лопиже
- Гошево
- Грабовица[ђљ]
- Градац[ђм]
- Гргаје[ђђ]
- Долиће
- Доње Горачиће
- Доње Лопиже
- Драгојловиће
- Дражевиће
- Дружиниће
- Дубница
- Дуга Пољана
- Дујке
- Дунишиће
- Жабрен
- Житниће
- Забрђе[ђл]
- Зајечиће
- Захумско
- Јевик[ђе]
- Језеро[ђн]
- Калипоље[ђе]
- Камешница
- Кањевина[ђњ]
- Карајукића Бунари[ђо]
- Кијевци[ђп]
- Кладница
- Кнежевац[ђд]
- Козник[ђр]
- Кокошиће[ђд]
- Крајиновиће
- Криваја[ђс]
- Крња Јела[ђт]
- Крстац
- Крће
- Лијева Река[ђр]
- Љутаје[ђл]
- Машовиће
- Медаре[ђћ]
- Међугор[ђу]
- Милићи[ђр]
- Папиће[ђф]
- Петрово Поље[ђх]
- Плана[ђи]
- Пода[ђц]
- Понорац
- Праља
- Раждагиња
- Расно
- Распоганче[ђз]
- Растеновиће[ђт]
- Рашковиће
- Сјеница (г)
- Скрадник[ђч]
- Страјиниће[ђџ]
- Ступ
- Сугубине
- Сушица[ђј]
- Трешњевица[ђн]
- Тријебине
- Тузиње
- Тутиће[ђг]
- Увац
- Угао
- Урсуле
- Ушак[ђш]
- Фијуљ[еа]
- Царичина
- Цетановиће
- Црвско[еб]
- Црчево[ђр]
- Чедово
- Чипаље[ев]
- Читлук[ег]
- Шаре
- Штаваљ
- Шушуре

#### Град Ужице(41)

##### Градска општина Ужице(40)
- Биоска
- Бјелотићи
- Буар
- Витаси
- Волујац
- Врутци[ед]
- Горјани
- Гостиница
- Губин До
- Добродо
- Дрежник
- Дријетањ
- Дубоко
- Збојштица
- Злакуса
- Каменица
- Каран
- Качер
- Кесеровина
- Котроман
- Крвавци
- Кремна
- Кршање
- Лелићи
- Љубање
- Мокра Гора
- Никојевићи
- Пањак
- Пеар
- Пониковица
- Поточање
- Потпеће
- Равни
- Радуша
- Рибашевина
- Скржути
- Стапари
- Стрмац
- Трнава
- Ужице (г)[еђ]

##### Градска општина Севојно(1)
- Севојно (г)[ее]

#### Општина Чајетина(24)
- Алин Поток
- Бранешци[еж]
- Голово[ез]
- Гостиље[еи]
- Доброселица
- Дренова
- Жељине
- Златибор (г)[еј]
- Јабланица[ек]
- Крива Река
- Љубиш
- Мачкат
- Мушвете
- Раковица
- Рожанство
- Рудине
- Саиновина
- Семегњево
- Сирогојно
- Стубло
- Трипкова
- Трнава
- Чајетина
- Шљивовица

### Моравички округ(206)

#### Општина Горњи Милановац(63)
- Бело Поље
- Бершићи
- Богданица
- Бољковци
- Брајићи
- Брђани
- Брезна
- Брезовица
- Брусница
- Варнице
- Велереч
- Враћевшница
- Врнчани
- Гојна Гора
- Горња Врбава
- Горња Црнућа
- Горњи Бањани
- Горњи Бранетићи
- Горњи Милановац (г)
- Грабовица
- Давидовица
- Доња Врбава
- Доња Црнућа
- Доњи Бранетићи
- Драгољ
- Дренова
- Дружетићи
- Заграђе
- Јабланица
- Калиманићи
- Каменица
- Клатичево
- Коштунићи
- Крива Река
- Леушићи
- Липовац
- Лозањ
- Лочевци
- Луњевица
- Љеваја
- Љутовница
- Мајдан
- Мутањ
- Накучани
- Неваде
- Озрем
- Полом
- Прањани
- Прњавор
- Рељинци
- Рудник
- Ручићи
- Сврачковци
- Семедраж
- Синошевићи
- Срезојевци
- Таково
- Теочин
- Трудељ
- Угриновци
- Церова
- Шарани
- Шилопај

#### Општина Ивањица(49)
- Бедина Варош
- Братљево
- Брезова
- Брусник
- Будожеља
- Буковица[ел]
- Васиљевићи
- Вионица
- Врмбаје
- Вучак
- Глеђица
- Градац
- Дајићи
- Девићи
- Деретин
- Добри До
- Дубрава
- Ерчеге
- Ивањица (г)
- Јаворска Равна Гора[ељ]
- Катићи
- Клекова
- Ковиље
- Комадине
- Коритник
- Косовица
- Куманица
- Кушићи
- Лиса
- Луке
- Мана
- Маскова
- Медовине
- Међуречје
- Мочиоци
- Опаљеник
- Осоница
- Пресека
- Прилике
- Равна Гора
- Радаљево
- Ровине
- Рокци
- Свештица
- Сивчина
- Смиљевац
- Чечина
- Шареник
- Шуме

#### Општина Лучани(36)
- Бели Камен
- Вича
- Властељице
- Вучковица
- Горачићи
- Горња Краварица
- Горњи Дубац
- Граб
- Губеревци
- Гуча (варошица) (г)
- Гуча (село)
- Дљин
- Доња Краварица
- Доњи Дубац
- Дучаловићи
- Ђераћ
- Живица
- Зеоке
- Каона
- Котража
- Кривача
- Кртац
- Лис
- Лисице
- Лучани (варошица) (г)[ем]
- Лучани (село)[ен]
- Марковица
- Милатовићи
- Негришори
- Пухово
- Пшаник
- Рогача
- Ртари
- Рти
- Тијање
- Турица

#### Град Чачак(58)
- Атеница[ењ]
- Балуга (Љубићка)[ео]
- Балуга (Трнавска)[еп]
- Бањица
- Бељина[ер]
- Бечањ
- Брезовица
- Бресница
- Вапа
- Видова
- Виљуша
- Вранићи
- Врнчани
- Вујетинци
- Горичани
- Горња Горевница
- Горња Трепча
- Доња Горевница
- Доња Трепча
- Жаочани[ес]
- Заблаће
- Јанчићи
- Јежевица
- Јездина
- Катрга
- Качулице
- Коњевићи[ет]
- Кукићи
- Кулиновци[ењ]
- Липница
- Лозница
- Љубић[ењ]
- Међувршје
- Милићевци
- Миоковци
- Мојсиње
- Мрчајевци
- Мршинци
- Овчар Бања
- Остра
- Паковраће
- Парменац
- Петница
- Прељина
- Премећа
- Придворица
- Пријевор
- Прислоница
- Рајац
- Ракова
- Риђаге
- Рошци
- Слатина
- Соколићи
- Станчићи
- Трбушани[ењ]
- Трнава
- Чачак (г)

### Рашки округ(359)

#### Општина Врњачка Бања(14)
- Вранеши
- Врњачка Бања (г)
- Врњци
- Вукушица
- Гоч
- Грачац
- Липова
- Ново Село
- Отроци
- Подунавци
- Рсавци
- Руђинци
- Станишинци
- Штулац

#### Град Краљево(92)
- Адрани
- Бапско Поље
- Баре
- Бзовик
- Богутовац
- Бојанићи
- Борово
- Брезна
- Брезова
- Бресник
- Буковица
- Витановац
- Витковац
- Врба
- Врдила
- Врх
- Гледић
- Годачица
- Гокчаница
- Грдица[ећ]
- Дедевци
- Долац
- Драгосињци
- Дражиниће
- Дракчићи
- Дрлупа
- Ђаково
- Жича[еу]
- Заклопача
- Закута
- Замчање
- Засад
- Јарчујак[ећ]
- Каменица
- Камењани
- Кованлук
- Ковачи[ећ]
- Конарево
- Краљево (г)[еф]
- Лађевци
- Лазац
- Лешево
- Лозно
- Лопатница
- Маглич
- Матаруге
- Матарушка Бања (г)
- Међуречје
- Мељаница
- Метикош
- Милавчићи
- Милаковац
- Милиће
- Милочај
- Мланча
- Мрсаћ
- Мусина Река
- Обрва
- Опланићи
- Орља Глава
- Пекчаница
- Петропоље
- Печеног
- Плана
- Полумир
- Поповићи
- Предоле
- Прогорелица
- Раваница
- Ратина
- Река
- Рибница (г)[ећ]
- Роћевићи
- Рудно
- Рудњак
- Савово
- Самаила
- Сибница
- Сирча
- Станча
- Стубал
- Тавник
- Тадење
- Тепече
- Толишница
- Трговиште
- Ушће
- Цветке
- Церје
- Чибуковац[ећ]
- Чукојевац
- Шумарице

#### Град Нови Пазар(99)
- Алуловиће[ех]
- Бајевица[ец]
- Бања
- Баре
- Батњик
- Бекова[еч]
- Беле Воде[еџ]
- Ботуровина
- Брђани[еш]
- Брестово
- Верево
- Вевер
- Видово
- Витковиће
- Војковиће
- Војниће
- Врановина
- Вучиниће[жа]
- Вучја Локва
- Голице[жб]
- Горња Тушимља[жб]
- Гошево
- Грађановиће
- Грачане
- Грубетиће
- Дежева
- Дојиновиће[жв]
- Долац
- Дољани
- Драгочево
- Драмиће
- Жуњевиће
- Забрђе
- Златаре
- Иванча
- Избице[жг]
- Јабланица
- Јавор[жд]
- Јанча[жђ]
- Јова[же]
- Кашаљ
- Ковачево
- Кожље
- Копривница
- Косуриће
- Крушево
- Кузмичево
- Леча
- Лопужње
- Лукаре
- Лукарско Гошево[жж]
- Лукоцрево
- Мишчиће
- Мур[жз]
- Мухово[жи]
- Неготинац
- Нови Пазар (г)[жј]
- Одојевиће
- Окосе
- Осаоница[жк]
- Осоје
- Охоље
- Павље[жл]
- Паралово
- Пасји Поток
- Пиларета
- Побрђе
- Пожега
- Пожежина
- Полокце
- Попе
- Постење
- Прћенова
- Пуста Тушимља[жб]
- Пустовлах
- Радаљица[жљ]
- Рајетиће
- Рајковиће[жм]
- Рајчиновиће[жм]
- Рајчиновићка Трнава[жн]
- Раковац
- Раст
- Себечево[жњ]
- Ситниче[жо]
- Скуково[жб]
- Слатина[жп]
- Смилов Лаз
- Средња Тушимља[жб]
- Страдово
- Судско Село
- Тенково[жр]
- Трнава
- Туново[жс]
- Хотково
- Цоковиће
- Чашић Долац
- Шавци
- Шароње[жт]
- Штитаре

#### Општина Рашка(61)
- Бадањ
- Баљевац (г)
- Бела Стена
- Бело Поље
- Беоци
- Биљановац
- Биниће
- Биочин
- Боровиће
- Боће
- Брвеник
- Брвеник Насеље
- Брвеница
- Варево
- Војмиловићи
- Вртине
- Гњилица
- Гостирадиће
- Градац
- Драганићи
- Жерађе
- Жутице
- Зарево
- Јошаничка Бања (г)
- Казновиће
- Карадак
- Ковачи
- Копаоник
- Корлаће
- Кравиће
- Кремиће
- Крушевица
- Курићи
- Кућане
- Лисина
- Луково
- Милатковиће
- Муре
- Ново Село
- Носољин
- Орахово
- Павлица
- Панојевиће[жћ]
- Пискања
- Плавково
- Плешин
- Побрђе
- Покрвеник
- Поцесје
- Радошиће
- Раковац
- Рашка (г)
- Рвати
- Рудница
- Себимиље
- Семетеш
- Супње
- Тиоџе[жу]
- Трнава
- Црна Глава
- Шипачина

#### Општина Тутин(93)
- Араповиће
- Баљен[жф]
- Батраге[жх]
- Баћица
- Биохане[жц]
- Блаца[жч]
- Бовањ[жџ]
- Бороштица
- Браћак
- Брегови[жш]
- Брнишево[за]
- Бујковиће
- Веље Поље
- Весениће
- Врапче[зб]
- Врба[зв]
- Глоговик
- Глухавица
- Гнила[зг]
- Годово
- Горњи Црниш[зд]
- Градац[зђ]
- Гујиће[зе]
- Гурдијеље[зж]
- Гуцевиће[зж]
- Девреч
- Делимеђе
- Детане
- Добри Дуб
- Добриње[зз]
- Долово
- Драга
- Дубово
- Дулебе
- Ђерекаре
- Ервенице[зи]
- Жирче
- Жупа
- Жуче[зј]
- Западни Мојстир
- Изрок[зј]
- Источни Мојстир
- Јабланица[зк]
- Јаребице[зл]
- Језгровиће
- Јелиће
- Јужни Кочарник[зљ]
- Ковачи[зм]
- Кониче
- Лескова
- Липица
- Лукавица
- Мелаје
- Митрова
- Морани
- Набоје
- Надумце[зн]
- Намга
- Ноћаје[зњ]
- Ораше[зб]
- Орље
- Островица
- Паљево
- Пископовце[зн]
- Пленибабе[зо]
- Покрвеник
- Попе
- Попиће[зп]
- Потреб[зр]
- Пружањ
- Радуховце
- Радуша
- Рамошево[зс]
- Режевиће
- Рибариће
- Рудница
- Руђа[зт]
- Саш
- Северни Кочарник[зћ]
- Смолућа[зу]
- Старчевиће
- Струмце[зф]
- Суви До
- Точилово[зх]
- Тутин (г)
- Ћулије[зц]
- Црквине[зч]
- Чаровина
- Чмањке[зб]
- Чукоте
- Шароње
- Шипче[зл]
- Шпиљани

### Расински округ(296)

#### Општина Александровац(55)
- Александровац (г)
- Бзенице[зџ]
- Боботе
- Ботурићи
- Братићи
- Велика Врбница
- Веља Глава
- Венчац
- Витково
- Вражогрнци
- Вранштица
- Врбница
- Гаревина
- Горња Злегиња
- Горње Ратаје[зш]
- Горњи Вратари
- Горњи Ступањ
- Грчак
- Дашница
- Доброљупци
- Доња Злегиња
- Доње Ратаје[зш]
- Доњи Вратари
- Доњи Ступањ
- Дренча
- Јелакци
- Кожетин
- Козница
- Латковац
- Лаћислед
- Лесеновци
- Лесковица
- Љубинци
- Мрмош
- Новаци
- Пањевац
- Парчин
- Плеш
- Плоча
- Поповци
- Пуховац
- Ракља
- Ржаница
- Рогавчина
- Рокци
- Руденице
- Стањево
- Старци
- Стрменица
- Стубал
- Суботица
- Тржац
- Трнавци
- Тулеш
- Шљивово

#### Општина Брус(58)
- Батоте
- Бело Поље
- Блажево
- Богише
- Бозољин
- Боранци
- Ботуња
- Брђани
- Брзеће
- Брус (г)
- Будиловина
- Велика Грабовница
- Витоше
- Влајковци
- Горње Левиће
- Горњи Липовац
- Град
- Градац
- Грашевци
- Домишевина
- Доње Левиће
- Доњи Липовац
- Дренова
- Дртевци
- Дупци
- Ђерекаре
- Жарево
- Жилинци
- Жиљци
- Жуње
- Златари
- Игрош
- Иричићи
- Кнежево
- Кобиље
- Ковизла
- Ковиоци
- Кочине
- Крива Река[иа]
- Лепенац
- Ливађе
- Мала Врбница
- Мала Грабовница
- Милентија
- Осреци
- Паљевштица
- Равни
- Равниште
- Радманово
- Радуње
- Разбојна
- Рибари
- Стануловиће
- Стројинци
- Судимља[иб]
- Тршановци
- Чокотар
- Шошиће

#### Општина Варварин(21)
- Бачина
- Бошњане
- Варварин
- Варварин (село)
- Горњи Катун
- Горњи Крчин
- Доњи Катун
- Доњи Крчин
- Залоговац
- Избеница
- Карановац
- Мала Крушевица
- Мареново
- Маскаре
- Обреж
- Орашје
- Пајковац
- Парцане
- Суваја
- Тољевац
- Церница

#### Град Крушевац(101)
- Бегово Брдо
- Бела Вода
- Беласица
- Бивоље[ив]
- Бован
- Бојинце
- Бољевац
- Брајковац
- Буковица
- Буци
- Велика Крушевица
- Велика Ломница
- Велики Купци
- Велики Шиљеговац
- Велико Головоде
- Велико Крушинце
- Витановац
- Вратаре
- Вучак
- Гавез
- Гаглово
- Гари
- Глобаре
- Глободер
- Горњи Степош
- Гревци
- Гркљане
- Дворане
- Дедина
- Добромир
- Дољане
- Доњи Степош
- Ђунис
- Жабаре
- Здравиње
- Зебица
- Зубовац
- Јабланица
- Јасика
- Јошје
- Каменаре
- Каоник
- Капиџија
- Кобиље
- Коморане
- Коњух
- Кошеви
- Крвавица
- Крушевац (г)
- Кукљин
- Лазаревац
- Лазарица[ив]
- Липовац
- Ловци
- Лукавац
- Љубава
- Мајдево
- Макрешане
- Мала Врбница
- Мала Река
- Мали Купци
- Мали Шиљеговац
- Мало Головоде[ив]
- Мало Крушинце
- Мачковац
- Мешево
- Модрица
- Мудраковац
- Наупаре
- Падеж
- Пакашница[иг]
- Паруновац
- Пасјак
- Пепељевац
- Петина
- Позлата
- Пољаци
- Рибаре
- Рибарска Бања[ид]
- Рлица
- Росица
- Себечевац
- Сеземче
- Слатина
- Срндаље
- Срње
- Станци
- Суваја
- Сушица
- Текија
- Треботин
- Трмчаре
- Ћелије
- Церова
- Црквина
- Читлук
- Шавране
- Шанац
- Шашиловац
- Шогољ
- Штитаре

#### Општина Трстеник(51)
- Богдање
- Божуревац
- Брезовица
- Бресно Поље
- Бучје
- Велика Дренова
- Велуће
- Голубовац
- Горња Омашница[иђ]
- Горња Црнишава
- Горњи Дубич
- Горњи Рибник
- Грабовац
- Доња Омашница[иђ]
- Доња Црнишава
- Доњи Дубич
- Доњи Рибник
- Дубље
- Јасиковица
- Камењача
- Левићи
- Лободер
- Лозна
- Лопаш
- Мала Дренова
- Мала Сугубина
- Медвеђа
- Мијајловац
- Милутовац
- Округлица
- Осаоница
- Оџаци
- Пајсак[ие]
- Планиница
- Пољна
- Попина
- Почековина
- Прњавор
- Рајинац
- Риђевштица
- Риљац
- Рујишник
- Селиште
- Стари Трстеник
- Стопања
- Страгари[иж]
- Стублца
- Тоболац
- Трстеник (г)
- Угљарево
- Чаири[из]

#### Општина Ћићевац(10)
- Браљина
- Град Сталаћ
- Лучина
- Мојсиње
- Мрзеница
- Плочник
- Појате
- Сталаћ[ии]
- Трубарево
- Ћићевац (г)[иј]

## Регион Јужне и источне Србије(1973)

### Подунавски округ(59)

#### Општина Велика Плана(13)
- Велика Плана (г)
- Велико Орашје
- Доња Ливадица
- Крњево
- Купусина
- Лозовик
- Марковац
- Милошевац
- Ново Село[ик]
- Радовање
- Ракинац
- Старо Село
- Трновче

#### Град Смедерево(28)
- Бадљевица
- Биновац
- Водањ
- Враново
- Врбовац
- Вучак
- Добри До
- Друговац
- Колари
- Кулич[ил]
- Ландол
- Липе
- Лугавчина
- Луњевац
- Мала Крсна
- Мало Орашје
- Михајловац
- Осипаоница
- Петријево
- Радинац
- Раља
- Сараорци
- Сеоне
- Скобаљ
- Смедерево (г)
- Суводол
- Удовице
- Шалинац

#### Општина Смедеревска Паланка(18)
- Азања
- Баничина
- Бачинац
- Башин
- Влашки До
- Водице
- Глибовац
- Голобок
- Грчац[иљ]
- Кусадак
- Мала Плана
- Мраморац
- Придворице
- Ратари
- Селевац
- Смедеревска Паланка (г)
- Стојачак
- Церовац

### Браничевски округ(189)

#### Општина Велико Градиште(26)
- Бискупље
- Велико Градиште (г)
- Гарево
- Десине
- Дољашница
- Ђураково
- Затоње
- Камијево
- Кисиљево
- Кумане
- Курјаче
- Кусиће
- Љубиње
- Мајиловац
- Макце
- Острово
- Печаница
- Пожежено
- Поповац
- Рам
- Сираково
- Средњево
- Тополовник
- Триброде
- Царевац
- Чешљева Бара

#### Општина Голубац(24)
- Барич
- Бикиње
- Браничево
- Брњица
- Винци
- Војилово
- Голубац
- Двориште
- Добра
- Доња Крушевица
- Душманић
- Житковица
- Клење
- Кривача
- Кудреш
- Малешево
- Миљевић
- Мрчковац
- Поникве
- Радошевац
- Сладинац
- Снеготин
- Усије
- Шувајић

#### Општина Жабари(15)
- Александровац
- Брзоходе
- Витежево
- Влашки До
- Жабари
- Кочетин
- Миријево
- Ореовица
- Полатна
- Породин
- Свињарево
- Сибница
- Симићево[им]
- Тићевац
- Четереже

#### Општина Жагубица(18)
- Близнак
- Брезница
- Вуковац
- Жагубица
- Изварица
- Јошаница
- Крепољин
- Крупаја
- Лазница
- Липе[ин]
- Медвеђица
- Милановац
- Милатовац
- Осаница
- Рибаре
- Селиште
- Сиге
- Суви До

#### Општина Кучево(26)
- Благојев Камен
- Бродица
- Буковска
- Велика Бресница
- Волуја
- Вуковић
- Дубока
- Зеленик
- Каона
- Кучајна
- Кучево (г)
- Љешница
- Мала Бресница
- Мишљеновац
- Мустапић
- Нересница
- Раброво
- Равниште
- Раденка
- Ракова Бара
- Сена
- Српце
- Турија
- Церемошња
- Церовица
- Шевица

#### Општина Мало Црниће(19)
- Аљудово
- Батуша
- Божевац
- Велико Село
- Велико Црниће
- Врбница
- Забрега
- Калиште
- Кобиље
- Крављи До
- Кула
- Мало Градиште
- Мало Црниће
- Салаковац
- Смољинац
- Топоница
- Црљенац
- Шапине
- Шљивовац

#### Општина Петровац на Млави(34)
- Бистрица
- Бошњак
- Буровац
- Бусур
- Везичево
- Велики Поповац
- Велико Лаоле
- Витовница
- Вошановац
- Добрње
- Дубочка
- Ждрело
- Забрђе
- Каменово
- Кладурово
- Кнежица
- Крвије
- Лесковац
- Лопушник
- Мало Лаоле
- Манастирица
- Мелница
- Орешковица
- Орљево
- Панково
- Петровац на Млави (г)[ињ]
- Рановац
- Рашанац
- Стамница
- Старчево
- Табановац
- Трновче
- Ћовдин
- Шетоње

#### Град Пожаревац(27)

##### Градска општина Пожаревац(22)
- Баре
- Батовац
- Берање
- Брадарац
- Братинац
- Брежане
- Бубушинац
- Драговац
- Дрмно
- Дубравица
- Живица
- Касидол
- Кличевац
- Лучица
- Маљуревац
- Набрђе
- Пожаревац (г)[ио]
- Пољана
- Пругово
- Речица
- Трњане
- Ћириковац

##### Градска општина Костолац(5)
- Кленовник
- Костолац (г)[ип]
- Острово
- Петка
- Село Костолац[ир]

### Борски округ(90)

#### Град Бор(14)
- Бор (г)
- Брестовац
- Бучје
- Горњане
- Доња Бела Река
- Злот
- Кривељ
- Лука
- Метовница
- Оштрељ
- Слатина
- Танда
- Топла
- Шарбановац

#### Општина Кладово(23)
- Брза Паланка (г)
- Вајуга
- Велесница
- Велика Врбица
- Велика Каменица
- Грабовица
- Давидовац
- Кладово (г)
- Кладушница
- Корбово
- Костол
- Купузиште
- Љубичевац
- Мала Врбица
- Манастирица
- Милутиновац
- Нови Сип[ис]
- Петрово Село
- Подвршка
- Река
- Речица
- Ртково
- Текија

#### Општина Мајданпек(14)
- Бољетин
- Влаоле
- Голубиње[ит]
- Дебели Луг
- Доњи Милановац (г)
- Јасиково
- Клокочевац
- Лесково
- Мајданпек (г)
- Мироч
- Мосна
- Рудна Глава
- Тополница
- Црнајка

#### Општина Неготин(39)
- Александровац[ић]
- Браћевац
- Брестовац
- Буковче[иу]
- Вељково
- Видровац
- Вратна
- Дупљане
- Душановац
- Јабуковац
- Јасеница
- Карбулово
- Кобишница
- Ковилово
- Мала Каменица
- Малајница
- Милошево
- Михајловац
- Мокрање
- Неготин (г)
- Плавна
- Поповица
- Прахово
- Радујевац
- Рајац
- Речка
- Рогљево
- Самариновац
- Сиколе
- Слатина
- Смедовац
- Србово
- Тамнич
- Трњане
- Уровица
- Црномасница[иф]
- Чубра
- Шаркамен
- Штубик

### Зајечарски округ(173)

#### Општина Бољевац(20)
- Бачевица
- Боговина (г)
- Бољевац (г)[их]
- Бољевац Село[иц]
- Валакоње
- Врбовац
- Добро Поље
- Добрујевац
- Илино
- Јабланица
- Криви Вир
- Луково
- Мали Извор
- Мирово
- Оснић
- Подгорац
- Ртањ[ич]
- Рујиште
- Савинац
- Сумраковац

#### Град Зајечар(42)
- Боровац
- Брусник
- Велика Јасикова
- Велики Извор
- Велики Јасеновац
- Вражогрнац
- Вратарница
- Врбица
- Гамзиград
- Глоговица
- Горња Бела Река
- Градсково
- Грлиште
- Грљан
- Дубочане
- Заграђе
- Зајечар (г)
- Звездан
- Јелашница
- Кленовац
- Копривница
- Ласово
- Леновац
- Лесковац
- Лубница
- Мала Јасикова
- Мали Извор
- Мали Јасеновац
- Мариновац
- Метриш
- Николичево
- Планиница
- Прлита
- Рготина
- Салаш
- Селачка
- Табаковац
- Трнавац
- Халово
- Чокоњар[иџ]
- Шипиково[иш]
- Шљивар

#### Општина Књажевац(86)
- Алдина Река
- Алдинац
- Балановац
- Балинац
- Балта Бериловац
- Бањски Орешац
- Бели Поток
- Берчиновац
- Божиновац
- Булиновац
- Бучје
- Валевац
- Васиљ
- Видовац
- Вина
- Витковац
- Влашко Поље
- Вртовац
- Габровница
- Глоговац
- Горња Каменица
- Горња Соколовица
- Горње Зуниче
- Градиште
- Грезна
- Дебелица
- Дејановац
- Доња Каменица
- Доња Соколовица
- Доње Зуниче
- Дрвник
- Дреновац
- Дречиновац
- Жлне
- Жуковац
- Зоруновац
- Зубетинац
- Иново
- Јаковац
- Јаловик Извор
- Јања
- Јелашница
- Каличина
- Кална
- Кандалица
- Књажевац (г)
- Кожељ
- Крента
- Лепена
- Локва
- Мањинац
- Миљковац
- Минићево[ја]
- Мучибаба
- Ново Корито
- Орешац
- Ошљане
- Папратна
- Петруша
- Подвис
- Понор
- Потркање
- Причевац
- Равна
- Равно Бучје
- Радичевац
- Ргоште
- Репушница
- Сврљишка Топла
- Скробница
- Слатина
- Стањинац
- Старо Корито
- Стогазовац
- Татрасница
- Трговиште
- Трновац
- Ћуштица[јб]
- Црвење
- Црни Врх
- Шарбановац
- Шести Габар
- Штипина
- Штитарац
- Штрбац
- Шуман Топла

#### Општина Сокобања(25)
- Бели Поток
- Блендија
- Богдинац
- Врбовац
- Врмџа
- Дуго Поље
- Жучковац
- Језеро
- Јошаница
- Левовик
- Милушинац
- Мужинац
- Николинац
- Ново Село
- Поружница
- Раденковац
- Ресник
- Рујевица
- Сесалац
- Сокобања (г)[јв]
- Трговиште
- Трубаревац
- Церовица
- Читлук
- Шарбановац

### Нишавски округ(282)

#### Општина Алексинац(72)
- Алексинац (г)[јг]
- Алексиначки Бујмир[јд]
- Алексиначки Рудник (г)
- Банковац
- Бели Брег
- Беља
- Бобовиште
- Бован
- Брадарац
- Вакуп
- Велики Дреновац
- Витковац
- Врело
- Врћеновица
- Вукања
- Вукашиновац
- Глоговица
- Голешница
- Горња Пешчаница
- Горње Сухотно
- Горњи Адровац
- Горњи Крупац
- Горњи Љубеш
- Гредетин
- Грејач
- Дашница
- Делиград
- Добрујевац
- Доња Пешчаница
- Доње Сухотно
- Доњи Адровац
- Доњи Крупац
- Доњи Љубеш
- Дражевац
- Житковац
- Јаковље
- Јасење
- Каменица
- Катун
- Копривница
- Корман
- Краљево
- Крушје
- Кулина
- Липовац
- Лознац
- Лоћика
- Лужане
- Љуптен
- Мали Дреновац
- Мозгово
- Моравац
- Моравски Бујмир
- Нозрина
- Породин
- Преконози
- Прћиловица
- Пруговац
- Радевац
- Рсовац
- Рутевац
- Срезовац
- Станци
- Стублина
- Суботинац
- Тешица
- Трњане
- Ћићина
- Црна Бара
- Честа
- Чукуровац
- Шурић

#### Општина Гаџин Хан(34)
- Велики Вртоп
- Велики Крчимир
- Виландрица
- Гаре
- Гаџин Хан
- Горње Власе
- Горње Драговље
- Горњи Барбеш
- Горњи Душник
- Гркиња
- Доње Драговље
- Доњи Барбеш
- Доњи Душник
- Дуга Пољана
- Дукат
- Јагличје
- Калетинац
- Копровница
- Краставче
- Личје
- Мали Вртоп
- Мали Крчимир
- Марина Кутина
- Миљковац
- Ново Село
- Овсињинац
- Равна Дубрава
- Семче
- Сопотница
- Тасковићи
- Топоница
- Ћелије
- Чагровац
- Шебет

#### Општина Дољевац(16)
- Белотинац
- Дољевац
- Клисура
- Кнежица
- Кочане[јђ]
- Малошиште
- Мекиш
- Орљане
- Перутина
- Пуковац
- Русна
- Ћурлина
- Чапљинац
- Чечина
- Шаиновац
- Шарлинац

#### Општина Мерошина(27)
- Азбресница
- Александрово
- Арбанасце
- Балајнац[је]
- Баличевац
- Батушинац
- Биљег
- Брест
- Бучић
- Горња Расовача
- Градиште
- Девча
- Дешилово
- Доња Расовача
- Дудулајце
- Јовановац[јж]
- Југ Богдановац
- Кованлук
- Костадиновац
- Крајковац
- Лепаја
- Мерошина
- Мраморско Брдо
- Облачина
- Падина[јз]
- Рожина
- Чубура

#### Град Ниш(71)
- Ниш (г): обухвата делове градских општина Медијана, Палилула, Пантелеј и Црвени крст.

##### Градска општина Медијана(1)
- Брзи Брод
- Медијана (део Ниша) (г)

##### Градска општина Нишка Бања(18)
- Банцарево
- Горња Студена
- Доња Студена
- Јелашница
- Коритњак
- Куновица
- Лазарево Село
- Манастир
- Никола Тесла[ји]
- Нишка Бања (г)
- Островица
- Прва Кутина
- Просек
- Равни До
- Радикина Бара
- Раутово
- Сићево
- Чукљеник

##### Градска општина Палилула(15)
- Бербатово
- Бубањ
- Вукманово
- Габровац
- Горње Међурово
- Девети мај[јј]
- Доње Власе
- Доње Међурово
- Крушце
- Лалинац
- Мрамор
- Мраморски Поток
- Палилула (део Ниша) (г)
- Паси Пољана
- Суви До
- Чокот

##### Градска општина Пантелеј(13)
- Бреница
- Врело
- Горња Врежина
- Горњи Матејевац
- Доња Врежина
- Доњи Матејевац
- Јасеновик
- Каменица
- Кнез Село
- Малча
- Пантелеј (део Ниша) (г)
- Ореовац
- Пасјача
- Церје

##### Градска општина Црвени крст(23)
- Берчинац
- Веле Поље
- Вртиште
- Горња Топоница
- Горња Трнава
- Горњи Комрен
- Доња Топоница
- Доња Трнава
- Доњи Комрен
- Кравље
- Лесковик
- Медошевац
- Мезграја
- Миљковац
- Црвени крст (део Ниша) (г)
- Палиграце
- Паљина
- Поповац
- Рујник
- Сечаница
- Суповац
- Трупале
- Хум
- Чамурлија

#### Општина Ражањ(23)
- Браљина
- Варош
- Витошевац
- Грабово
- Липовац
- Мађере
- Малетина
- Маћија
- Нови Брачин
- Пардик
- Подгорац
- Послон
- Прасковче
- Претрковац
- Ражањ
- Рујиште
- Скорица
- Смиловац
- Стари Брачин
- Церово
- Црни Као
- Чубура
- Шетка

#### Општина Сврљиг(39)
- Белоиње
- Бурдимо
- Бучум
- Варош
- Влахово
- Галибабинац
- Гојмановац
- Грбавче
- Гулијан
- Гушевац
- Давидовац
- Драјинац
- Ђуринац
- Жељево
- Извор
- Копајкошара
- Лабуково
- Лалинац
- Лозан
- Луково
- Манојлица
- Мерџелат
- Мечји До
- Нишевац
- Околиште
- Округлица
- Палилула
- Периш
- Пирковац
- Плужина
- Попшица
- Преконога
- Радмировац
- Рибаре
- Сврљиг (г)
- Сливје
- Тијовац
- Црнољевица
- Шљивовик

### Топлички округ(267)

#### Општина Блаце(40)
- Алабана
- Барбатовац
- Блаце (г)
- Брежани
- Више Село[јк]
- Врбовац
- Горња Драгуша
- Горња Јошаница
- Горње Гргуре
- Горње Сварче
- Доња Драгуша
- Доња Јошаница
- Доња Рашица[јл]
- Доње Гргуре
- Доње Сварче
- Дрешница
- Ђуревац
- Качапор
- Кашевар
- Криваја
- Кутловац
- Лазаревац
- Мала Драгуша
- Међухана
- Музаће
- Попова
- Пребреза
- Претежана
- Претрешња
- Придворица
- Рашица
- Сибница
- Стубал
- Суваја
- Суви До
- Трбуње
- Чунгула
- Чучале
- Џепница
- Шиљомана

#### Општина Житорађа(30)
- Асановац
- Бадњевац
- Влахово
- Вољчинце
- Глашинце
- Горње Црнатово
- Горњи Дреновац
- Грудаш
- Дебели Луг
- Доње Црнатово
- Доњи Дреновац
- Држановац
- Дубово
- Ђакус
- Житорађа
- Зладовац
- Извор[јљ]
- Јасеница
- Каре
- Коњарник
- Лукомир
- Ново Момчилово
- Пејковац
- Подина
- Речица
- Самариновац
- Стара Божурна
- Старо Момчилово
- Студенац
- Топоница

#### Општина Куршумлија(90)
- Бабица
- Барлово
- Баћоглава
- Бело Поље
- Богујевац
- Васиљевац
- Велико Пупавце
- Висока
- Влахиња
- Врело
- Вршевац
- Вукојевац
- Горња Микуљана
- Горње Точане
- Грабовница
- Дабиновац
- Данковиће
- Дегрмен
- Дединац
- Дешишка
- Добри До
- Доња Микуљана
- Доње Точане
- Дубрава
- Ђаке
- Жалица
- Жегрова
- Жуч
- Заграђе
- Зебица[јм]
- Иван Кула
- Игриште
- Кастрат
- Коњува
- Космача
- Крток
- Крчмаре
- Купиново
- Куршумлија (г)
- Куршумлијска Бања (г)
- Кутлово
- Луково
- Љутова
- Љуша
- Магово
- Мала Косаница
- Маричиће
- Марковиће
- Матарова
- Мачја Стена
- Мачковац
- Мердаре[јн]
- Мерћез
- Механе
- Мирница
- Мрча
- Невада
- Ново Село
- Орловац
- Парада
- Пачарађа
- Паваштица
- Пепељевац
- Перуника
- Пљаково
- Преветица
- Прекорађа
- Пролом Бања
- Равни Шорт
- Растелица
- Рача
- Рударе
- Сагоњево
- Самоково
- Свињиште
- Секирача
- Селиште
- Селова
- Сеоце
- Спанце
- Тачевац
- Тијовац
- Тмава
- Требиње
- Трећак
- Трмка
- Трн
- Трпезе
- Шатра
- Штава

#### Град Прокупље(107)
- Арбанашка
- Бабин Поток
- Баботинац
- Бајчинце
- Балиновац
- Балчак
- Баце
- Бела Вода
- Бели Камен
- Белогош
- Белољин
- Бериље
- Богујевац[јњ]
- Бреговина
- Бресник
- Бресничић
- Бублица
- Буколорам
- Булатовац
- Бучинце
- Велика Плана
- Видовача
- Вича
- Власово
- Водице
- Гласовик
- Гојиновац
- Горња Бејашница
- Горња Бресница
- Горња Коњуша
- Горња Речица
- Горња Стражава
- Горња Топоница
- Горња Трнава
- Горње Кординце
- Горњи Статовац
- Грабовац
- Губетин
- Добротић
- Доња Бејашница
- Доња Бресница
- Доња Коњуша
- Доња Речица
- Доња Стражава
- Доња Топоница
- Доња Трнава
- Доње Кординце
- Доњи Статовац
- Драги Део
- Дреновац
- Ђуровац[јо]
- Ђушница
- Житни Поток
- Здравиње
- Злата
- Јабучево
- Јовине Ливаде
- Југовац
- Калудра
- Клисурица
- Кожинце
- Кончић
- Конџељ
- Костеница
- Крњи Град
- Крушевица
- Мађере
- Мала Плана
- Мачина
- Меровац
- Микуловац
- Миљковица
- Мрљак
- Мршељ
- Нова Божурна
- Нови Ђуровац[јп]
- Ново Село
- Обртинце
- Пасјача
- Пашинац
- Пестиш
- Петровац
- Пискаље[јр]
- Плочник
- Поточић
- Прекадин
- Прекашница
- Прекопуце
- Прокупље (г)[јс]
- Ранкова Река
- Растовница
- Ргаје
- Рељинац
- Ресинац
- Селиште
- Смрдан
- Средњи Статовац
- Стари Ђуровац[јт]
- Старо Село
- Товрљане
- Трнови Лаз
- Туларе
- Ћуковац[јћ]
- Џигољ
- Шевиш
- Широке Њиве
- Шишмановац

### Пиротски округ(214)

#### Општина Бабушница(53)
- Александровац
- Бабушница (г)
- Бердуј
- Берин Извор
- Богдановац
- Братишевац
- Брестов Дол
- Вава
- Валниш
- Велико Боњинце
- Војници
- Врело
- Вучи Дел
- Горње Крњино
- Горњи Стрижевац
- Горчинце
- Грнчар
- Дол
- Доње Крњино
- Доњи Стрижевац
- Драгинац
- Дучевац
- Завидинце
- Звонце
- Извор
- Јасенов Дел
- Калуђерево
- Камбелевац
- Кијевац
- Лесковица
- Линово
- Љуберађа
- Мало Боњинце
- Масуровац
- Мезграја
- Модра Стена
- Нашушковица
- Остатовица
- Пресека
- Проваљеник
- Радињинце
- Радосин
- Радошевац
- Ракита
- Раков Дол
- Раљин
- Ресник
- Стол
- Стрелац
- Студена
- Сурачево
- Црвена Јабука
- Штрбовац

#### Општина Бела Паланка(46)
- Бабин Кал
- Бежиште
- Бела Паланка (г)
- Букуровац[ју]
- Вета
- Витановац
- Врандол
- Вргудинац
- Глоговац
- Горња Глама
- Горња Коритница
- Горњи Рињ
- Градиште
- Дивљана
- Долац (насеље)[јф]
- Долац (село)[јф]
- Доња Глама
- Доња Коритница
- Доњи Рињ
- Дражево
- Клење
- Клисура
- Козја
- Космовац
- Кременица
- Крупац
- Ланиште
- Лесковик
- Љубатовица
- Мирановац
- Мирановачка Кула
- Моклиште[јх]
- Мокра
- Ново Село
- Ореовац
- Пајеж
- Сињац[јц]
- Тамњаница
- Теловац
- Топоница
- Црвена Река
- Црвени Брег
- Црнче
- Чифлик
- Шљивовик
- Шпај

#### Општина Димитровград(43)
- Бољев Дол
- Бански Дол
- Барје
- Бачево
- Белеш[јч]
- Било
- Браћевци
- Бребевница
- Верзар
- Височки Одоровци[јџ]
- Влковија
- Врапча
- Гојин Дол
- Горња Невља
- Горњи Криводол
- Градиње
- Грапа
- Гуленовци
- Димитровград (г)[јш]
- Доња Невља
- Доњи Криводол
- Драговита
- Жељуша
- Изатовци
- Искровци
- Каменица
- Куса Врана
- Лукавица
- Мазгош
- Мојинци
- Паскашија
- Петачинци
- Петерлаш
- Планиница
- Поганово
- Прача
- Протопопинци
- Радејна
- Сенокос
- Скрвеница
- Сливница
- Смиловци
- Трнски Одоровци[ка]

#### Град Пирот(72)
- Базовик
- Барје Чифлик
- Басара
- Бела
- Бериловац
- Беровица
- Блато
- Брлог
- Велика Лукања
- Велики Јовановац
- Велики Суводол
- Велико Село
- Височка Ржана
- Власи
- Војнеговац
- Враниште
- Гњилан
- Горња Држина
- Гостуша
- Градашница
- Градиште
- Добри До
- Дојкинци
- Држина
- Засковци
- Извор
- Јалботина
- Јеловица
- Камик
- Копривштица
- Костур
- Крупац
- Куманово
- Мали Јовановац
- Мали Суводол
- Милојковац
- Мирковци
- Нишор
- Нови Завој
- Обреновац
- Ореовица
- Орља
- Осмакова
- Паклештица
- Пасјач[кб]
- Петровац
- Пирот (г)
- Планиница
- Покревеник
- Пољска Ржана
- Понор
- Присјан
- Рагодеш
- Расница
- Росомач
- Рсовци
- Рудиње
- Сиња Глава
- Славиња
- Сопот
- Срећковац
- Станичење
- Суково
- Темска
- Топли До
- Трњана
- Церев Дел
- Церова
- Црвенчево
- Црноклиште
- Чиниглавци
- Шугрин

### Јабланички округ(336)

#### Општина Бојник(36)
- Бојник
- Боринце
- Брестовац
- Вујаново
- Горње Бријање
- Горње Коњувце
- Граница
- Добра Вода
- Доње Коњувце
- Драговац
- Дубрава
- Ђинђуша
- Зелетово
- Зоровац
- Ивање
- Каменица
- Кацабаћ
- Косанчић
- Лапотинце
- Лозане
- Магаш
- Мајковац
- Мијајлица
- Мрвеш
- Обилић
- Ображда
- Оране
- Плавце
- Придворица
- Речица
- Савинац
- Славник
- Стубла
- Турјане
- Ћуковац
- Црквица

#### Општина Власотинце(48)
- Алексине
- Батуловце
- Бољаре
- Борин До
- Брезовица
- Власотинце (г)
- Гложане
- Горња Ломница
- Горња Лопушња
- Горњи Дејан
- Горњи Орах
- Горњи Присјан
- Градиште
- Гуњетина
- Дадинце
- Добровиш
- Доња Ломница
- Доња Лопушња
- Доње Гаре
- Доњи Дејан
- Доњи Присјан
- Златићево
- Јаворје
- Јаковљево
- Јастребац
- Козило
- Комарица
- Конопница
- Крушевица
- Кукавица
- Ладовица
- Липовица
- Орашје
- Острц
- Пржојне
- Прилепац
- Равна Гора
- Равни Дел
- Самарница
- Свође
- Скрапеж
- Средор
- Стајковце
- Страњево
- Тегошница
- Црна Бара
- Црнатово
- Шишаве

#### Општина Лебане(39)
- Бачевина
- Бошњаце
- Бувце
- Велико Војловце
- Гегља
- Голи Рид
- Горње Врановце
- Гргуровце
- Доње Врановце
- Дрводељ
- Ждеглово
- Клајић
- Коњино
- Кривача
- Лалиновац
- Лебане (г)
- Липовица
- Лугаре
- Мало Војловце
- Нова Топола
- Ново Село
- Пертате
- Петровац
- Поповце
- Пороштица
- Прекопчелица
- Радевце
- Радиновац
- Рафуна
- Свињарица
- Секицол
- Слишане
- Тогочевце
- Ћеновац
- Цекавица
- Шарце
- Шилово
- Штулац
- Шумане

#### Град Лесковац(144)
- Бабичко
- Бадинце
- Барје
- Белановце
- Бели Поток
- Бистрица
- Бобиште
- Богојевце
- Бојишина
- Боћевица
- Братмиловце
- Брејановце
- Брестовац
- Брза
- Бричевље
- Букова Глава
- Бунушки Чифлук
- Велика Биљаница
- Велика Грабовница
- Велика Копашница
- Велика Сејаница
- Велико Трњане
- Виље Коло
- Вина
- Винарце
- Власе
- Вучје (г)
- Гагинце
- Голема Њива
- Горина
- Горња Бунуша
- Горња Јајина
- Горња Купиновица
- Горња Локошница
- Горња Слатина
- Горње Крајинце
- Горње Синковце
- Горње Стопање
- Горње Трњане
- Горњи Буниброд
- Градашница
- Грајевце
- Граово
- Грданица
- Грделица (варош) (г)
- Грделица (село)
- Губеревац
- Дедина Бара
- Добротин
- Доња Бунуша
- Доња Јајина
- Доња Купиновица
- Доња Локошница
- Доња Слатина
- Доње Бријање
- Доње Крајинце
- Доње Синковце
- Доње Стопање
- Доње Трњане
- Доњи Буниброд
- Драшковац
- Дрводеља
- Дрћевац
- Душаново
- Жабљане
- Живково
- Жижавица
- Загужане
- Залужње
- Злокућане
- Злоћудово
- Зољево
- Игриште
- Јарсеново
- Јашуња
- Јелашница
- Калуђерце
- Карађорђевац
- Каштавар
- Ковачева Бара
- Козаре
- Кораћевац
- Крпејце
- Кукуловце
- Кумарево
- Кутлеш
- Лесковац (г)
- Липовица
- Личин Дол
- Мала Биљаница
- Мала Грабовница
- Мала Копашница
- Манојловце
- Међа
- Мелово
- Миланово
- Мирошевце
- Мрковица
- Мрштане
- Навалин
- Накривањ
- Несврта
- Ново Село
- Номаница
- Ораовица (код Грделице)
- Ораовица (код Црковнице)
- Орашац
- Оруглица
- Падеж
- Паликућа
- Палојце
- Петровац
- Печењевце
- Пискупово
- Подримце
- Предејане (варош)
- Предејане (село)
- Пресечина
- Прибој
- Равни Дел
- Радоњица
- Разгојна
- Рајно Поље
- Рударе
- Свирце
- Славујевце
- Слатина
- Смрдан
- Стројковце
- Ступница
- Сушевље
- Тодоровце
- Тулово
- Тупаловце
- Турековац
- Црвени Брег
- Црковница
- Црцавац
- Чекмин
- Чифлук Разгојнски
- Чукљеник
- Шаиновац
- Шарлинце
- Шишинце

#### Општина Медвеђа(44)
- Богуновац
- Боровац
- Варадин
- Велика Браина
- Врапце
- Газдаре
- Горња Лапаштица
- Горњи Бучумет
- Горњи Гајтан
- Грбавце
- Губавце
- Гургутово
- Доња Лапаштица
- Доњи Бучумет
- Доњи Гајтан
- Дренце
- Ђулекаре
- Капит
- Леце
- Мала Браина
- Маровац
- Маћедонце
- Маћедонце (Реткоцерско)
- Медвеђа (г)
- Медевце
- Мркоње
- Негосавље
- Петриље
- Пороштица
- Пусто Шилово
- Равна Бања
- Реткоцер
- Рујковац
- Свирце
- Сијарина
- Сијаринска Бања (г)
- Спонце
- Средњи Бучумет
- Стара Бања
- Стубла
- Туларе
- Тупале
- Црни Врх
- Чокотин

#### Општина Црна Трава(25)
- Бајинци
- Банковци
- Бистрица
- Брод
- Вус
- Горње Гаре
- Градска
- Дарковце
- Добро Поље
- Златанце
- Јабуковик
- Јовановце
- Кална
- Криви Дел
- Крстићево
- Млачиште
- Обрадовце
- Острозуб
- Павличина
- Преслап
- Рајчетине
- Рупље
- Састав Река
- Црна Трава
- Чука

### Пчињски округ(363)

#### Општина Босилеград(37)
- Барје
- Белут
- Бистар
- Босилеград (г)
- Бранковци
- Бресница
- Буцељево
- Гложје
- Голеш
- Горња Лисина
- Горња Љубата
- Горња Ржана
- Горње Тламино
- Грујинци
- Доганица
- Доња Лисина
- Доња Љубата
- Доња Ржана
- Доње Тламино
- Дукат
- Жеравино
- Зли Дол
- Извор
- Јарешник
- Караманица
- Милевци
- Млекоминци
- Мусуљ
- Назарица
- Паралово
- Плоча
- Радичевци
- Рајчиловци
- Ресен
- Рибарци
- Рикачево
- Црноштица

#### Општина Бујановац(59)
- Бараљевац
- Биљача
- Богдановац
- Божињевац
- Боровац
- Братоселце
- Брезница
- Брњаре
- Бујановац (г)
- Буштрање
- Велики Трновац
- Воганце
- Врбан
- Ново Село
- Грамада
- Добросин
- Доње Ново Село
- Дрежница
- Ђорђевац
- Жбевац
- Жужељица
- Зарбинце
- Јабланица
- Јастребац
- Карадник
- Кленике
- Клиновац
- Кончуљ
- Кошарно
- Кршевица
- Куштица
- Левосоје
- Летовица
- Лопардинце
- Лукарце
- Лучане
- Љиљанце
- Мали Трновац
- Муховац
- Неговац
- Несалце
- Осларе
- Претина
- Прибовце
- Равно Бучје
- Раковац
- Русце
- Самољица
- Света Петка
- Себрат
- Сејаце
- Спанчевац
- Српска Кућа
- Старац
- Сухарно
- Трејак
- Турија
- Узово
- Чар

#### Општина Владичин Хан(51)
- Балиновце
- Бачвиште
- Белановце
- Белишево
- Богошево
- Брестово
- Владичин Хан (г)
- Врбово
- Гариње
- Горње Јабуково
- Грамађе
- Декутинце
- Доње Јабуково
- Дупљане
- Житорађе
- Зебинце
- Јагњило
- Јастребац
- Јовац
- Калиманце
- Кацапун
- Козница
- Копитарце
- Костомлатица
- Кржинце
- Кукавица
- Куново
- Лебет
- Лепеница
- Летовиште
- Љутеж
- Мазараћ
- Манајле
- Мањак
- Мртвица
- Островица
- Полом
- Прекодолце
- Прибој
- Равна Река
- Рдово
- Репинце
- Репиште
- Ружић
- Солачка Сена
- Срнећи Дол
- Стубал
- Сува Морава
- Теговиште
- Урвич
- Џеп

#### Град Врање(105)

##### Градска општина Врање (84)
- Александровац
- Барбарушинце
- Барелић
- Бели Брег
- Бојин Дел
- Бресница
- Буљесовце
- Буштрање
- Вишевце
- Власе
- Врање (г)
- Вртогош
- Големо Село
- Горња Отуља
- Горње Жапско
- Горње Пунушевце
- Горње Требешиње
- Горњи Нерадовац
- Градња
- Гумериште
- Давидовац
- Добрејанце
- Доња Отуља
- Доње Жапско
- Доње Пунушевце
- Доње Требешиње
- Доњи Нерадовац
- Драгобужде
- Дреновац
- Дубница
- Дулан
- Дупељево
- Златокоп
- Катун
- Клашњице
- Копањане
- Коћура
- Крушева Глава
- Купининце
- Лалинце
- Лепчинце
- Луково
- Марганце
- Мечковац
- Мијаковце
- Мијовце
- Миланово
- Миливојце
- Моштаница
- Наставце
- Нова Брезовица
- Обличка Сена
- Оштра Глава
- Павловац
- Пљачковица
- Преображење
- Ранутовац
- Ратаје
- Рибинце
- Ристовац
- Рождаце
- Русце
- Сикирје
- Смиљевић
- Содерце
- Средњи Дел
- Станце
- Стара Брезовица
- Стрешак
- Стропско
- Струганица
- Студена
- Суви Дол
- Сурдул
- Тесовиште
- Тибужде
- Трстена
- Тумба
- Ћуковац
- Ћурковица
- Урманица
- Ушевце
- Црни Луг
- Честелин

##### Градска општина Врањска Бања(21)
- Бабина Пољана
- Бујковац
- Врањска Бања (г)
- Дуга Лука
- Изумно
- Клисурица
- Корбевац
- Корбул
- Крива Феја
- Кумарево
- Лева Река
- Липовац
- Несврта
- Паневље
- Првонек
- Превалац
- Себеврање
- Сливница
- Стари Глог
- Топлац
- Црни Врх

#### Општина Прешево(35)
- Алиђерце
- Берчевац
- Бујић
- Букаревац
- Буковац
- Буштрање
- Гаре
- Големи Дол
- Горња Шушаја
- Госпођинце
- Депце
- Доња Шушаја
- Жујинце
- Илинце
- Курбалија
- Љаник
- Мађаре
- Миратовац
- Норча
- Ораовица
- Печено
- Прешево
- Рајинце
- Ранатовце
- Рељан
- Свињиште
- Сефер
- Славујевац
- Станевце
- Стрезовце
- Трнава
- Цакановац
- Церевајка
- Црнотинце
- Чукарка

#### Општина Сурдулица(41)
- Алакинце
- Бацијевце
- Бело Поље (г)
- Биновце
- Битврђа
- Божица
- Власина Округлица
- Власина Рид
- Власина Стојковићева
- Вучаделце
- Горња Козница
- Горње Романовце
- Грознатовци
- Дањино Село
- Дикава
- Доње Романовце
- Драјинци
- Дуги Дел
- Дугојница
- Загужање
- Јелашница
- Калабовце
- Кијевац
- Клисура
- Колуница
- Кострошевци
- Лескова Бара
- Масурица
- Мачкатица
- Ново Село
- Паља
- Рђавица
- Стајковце
- Стрезимировци
- Сувојница
- Сурдулица (г)
- Сухи Дол
- Топли До
- Топли Дол
- Троскач
- Ћурковица

#### Општина Трговиште(35)
- Бабина Пољана
- Барбаце
- Владовце
- Голочевац
- Горновац
- Горња Трница
- Горњи Козји Дол
- Горњи Стајевац
- Дејанце
- Доња Трница
- Доњи Козји Дол
- Доњи Стајевац
- Думбија
- Ђерекарце
- Зладовце
- Калово
- Лесница
- Мала Река
- Марганце
- Мездраја
- Нови Глог
- Ново Село
- Петровац
- Пролесје
- Радовница
- Рајчевце
- Сурлица
- Трговиште
- Црвени Град
- Црна Река
- Црновце
- Шајинце
- Шапранце
- Широка Планина
- Шумата Трница

## Регион Косова и Метохије(1449)

### Косовски округ(393)

#### Општина Глоговац(37)
- Бањица
- Бериша
- Васиљево
- Врбовац
- Вучак
- Гладно Село
- Глобаре
- Глоговац (г)
- Годанце
- Горња Коретица
- Горња Фуштица
- Горње Обриње
- Горњи Жабељ
- Градица
- Доброшевац
- Доманек
- Доња Коретица
- Доња Фуштица
- Доњи Жабељ
- Кишна Река
- Коморане
- Крајково
- Лапушник
- Ликошане
- Негровце
- Нековце
- Ново Чикатово
- Орлате
- Поклек
- Полужа
- Станковце
- Старо Чикатово
- Трдевац
- Трпеза
- Трстеник
- Штрбулово
- Штутица

#### Општина Качаник(42)
- Бањица
- Белограце
- Бичевац
- Боб
- Вата
- Вртолница
- Габрица
- Гајре
- Глобочица
- Горанце
- Горња Грлица
- Димце
- Догановић
- Дренова Глава
- Дробњак
- Дубрава
- Дура
- Ђенерал Јанковић
- Ђурђев Дол
- Елеза
- Иваја
- Качаник (г)
- Ковачевац
- Корбулић
- Котлина
- Кривеник
- Ланиште
- Нећавце
- Ника
- Никовце
- Паливоденица
- Пустеник
- Режанце
- Река
- Руњево
- Семање
- Сечиште
- Слатина
- Сопотница
- Стагово
- Стари Качаник
- Стража

#### Општина Косово Поље(18)
- Ариљача
- Батусе
- Бресје
- Велика Слатина
- Велики Белаћевац
- Враголија
- Горње Добрево
- Добри Дуб
- Доње Добрево
- Доњи Грабовац
- Енце
- Косово Поље (г)
- Кузмин
- Мала Слатина
- Мали Белаћевац
- Накараде
- Помазатин
- Угљаре

#### Општина Липљан(70)
- Андровац
- Бандулић
- Бањица
- Брус
- Бујанце
- Буковица
- Вариговце
- Велика Добрања
- Велики Алаш
- Велико Рибаре
- Вогачица
- Врело
- Вршевце
- Главица
- Гланица
- Глоговце
- Голешко Врело
- Горња Гуштерица
- Горње Гадимље
- Гувно Село
- Дивљака
- Добротин
- Доња Гуштерица
- Доње Гадимље
- Злокућане
- Јањево
- Клечка
- Коњско
- Коњух
- Крајиште
- Крајмировце
- Лалетић
- Лепина
- Ливађе
- Липљан (г)
- Липовица
- Луг
- Лугаџија
- Магура
- Мала Добрања
- Мали Алаш
- Мало Грацко
- Мало Рибаре
- Маревце
- Медвеце
- Мирена
- Мухаџер Бабуш
- Ново Рујце
- Оклап
- Окосница
- Плитковић
- Потуровце
- Рабовце
- Радево
- Русиновце
- Седларе
- Скуланево
- Словиње
- Смолуша
- Старо Грацко
- Старо Рујце
- Суви До
- Тећа
- Топличане
- Торина
- Трбовце
- Црни Брег
- Челопек
- Чучуљага
- Шишарка

#### Општина Обилић(18)
- Аде
- Бабин Мост
- Бакшија
- Брезница
- Горњи Грабовац
- Крушевац
- Лазарево
- Лесковчић
- Мазгит
- Милошево
- Обилић (г)
- Племетина
- Расково
- Рудник Косово
- Сибовац
- Хамидија
- Црквена Водица
- Шипитула

#### Општина Подујево(78)
- Алабак
- Бајчина
- Баловац
- Бараина
- Батлава
- Бело Поље
- Блато
- Брадаш
- Браина
- Бревник
- Бреце
- Буринце
- Велика Река
- Главник
- Годишњак
- Горња Дубница
- Горња Лапаштица
- Горња Пакаштица
- Горње Љупче
- Горњи Сибовац
- Грдовац
- Двориште
- Добри До
- Добротин
- Доња Дубница
- Доња Лапаштица
- Доња Пакаштица
- Доње Љупче
- Доњи Сибовац
- Дуз
- Думош
- Житиње
- Закут
- Каљатица
- Качибег
- Кисела Бања
- Коњушевац
- Крпимеј
- Крушевица
- Ладовац
- Лауша
- Летанце
- Ливадица
- Луг
- Лужане
- Мазап
- Мајанце
- Медреговац
- Мердаре
- Метохија
- Мировац
- Мургула
- Обранџа
- Орлане
- Палатна
- Пендуха
- Перане
- Подујево (г)
- Попово
- Поток
- Преполац
- Радујевац
- Ракиница
- Ревуће
- Репа
- Речица
- Светље
- Сиљевица
- Слатина
- Сурдула
- Суркиш
- Трнава
- Трнавица
- Туручица
- Хртица
- Шајковац
- Шаковица
- Штедим

#### Град Приштина(46)
- Ајвалија
- Ајкобила
- Бадовац
- Балабан
- Бариљево
- Бесиње
- Бусиње
- Врани До
- Глоговица
- Горња Брњица
- Грачаница
- Граштица
- Дабишевац
- Девет Југовића
- Доња Брњица
- Драговац
- Дреновац
- Златаре
- Качикол
- Којловица
- Колић
- Кукавица
- Лапље Село
- Лебане
- Лукаре
- Маковац
- Маревце
- Матичане
- Мрамор
- Нишевце
- Орловић
- Преоце
- Приштина (г)
- Пропаштица
- Пруговац
- Радошевац
- Риманиште
- Сићево
- Сливово
- Софалија
- Сушица
- Тенеш До
- Трудна
- Чаглавица
- Шарбан
- Шашковац

#### Општина Урошевац(46)
- Бабљак
- Балић
- Биба
- Бурник
- Варош Село
- Гатње
- Горње Неродимље
- Гребно
- Грлица
- Догањево
- Доње Неродимље
- Драмњак
- Заскок
- Златаре
- Језерце
- Јерли Прелез
- Јерли Талиновац
- Камена Глава
- Косин
- Кошаре
- Лашкобаре
- Манастирце
- Миросавље
- Мухаџер Прелез
- Мухаџер Талиновац
- Муховце
- Некодим
- Нови Мираш
- Папаз
- Плешина
- Појатиште
- Рака
- Раховица
- Сазлија
- Сврчина
- Сливово
- Сојево
- Софтовић
- Српски Бабуш
- Стари Мираш
- Старо Село
- Стојковић
- Танкосић
- Трн
- Урошевац (г)
- Црнило

#### Општина Штимље(22)
- Белинце
- Војиновце
- Горње Годанце
- Давидовце
- Деветак
- Доње Годанце
- Дуга
- Ђурковце
- Зборце
- Карачица
- Ланиште
- Малопољце
- Мужичане
- Петраштица
- Петровић
- Петрово
- Ранце
- Рачак
- Рашинце
- Топило
- Црнољево
- Штимље

#### Општина Штрпце(16)
- Беревце
- Брезовица
- Брод
- Вича
- Врбештица
- Горња Битиња
- Готовуша
- Доња Битиња
- Драјковце
- Ижанце
- Јажинце
- Коштањево
- Севце
- Сушиће
- Фираја
- Штрпце

### Пећки округ(317)

#### Општина Дечани(40)
- Бабалоћ
- Белаје
- Белег
- Вокша
- Глођане
- Горња Лука
- Горњи Ратиш
- Горњи Стреоц
- Горњи Црнобрег
- Грамочељ
- Дашиновац
- Дечане (г)
- Доња Лука
- Доњи Ратиш
- Доњи Стреоц
- Доњи Црнобрег
- Дреновац
- Дубовик
- Дубрава
- Ђоцај
- Истинић
- Јасић
- Јуник
- Кодралија
- Лоћане
- Љубуша
- Љумбарда
- Мазник
- Мали Врановац
- Папић
- Папраћане
- Побрђе
- Пожар
- Преколука
- Прилеп
- Раставица
- Рзнић
- Слуп
- Хуљај
- Шаптељ

#### Општина Ђаковица(83)
- Бабај Бокс
- Бардонић
- Бардосан
- Батуша
- Берјак
- Бец
- Бистражин
- Брековац
- Бровина
- Вогово
- Вранић
- Годен
- Горње Ново Село
- Гргоц
- Грчина
- Гуска
- Далашај
- Дамјане
- Дева
- Доблибаре
- Добрић
- Доброш
- Дољ
- Доње Ново Село
- Доњи Битеш
- Дужње
- Дујак
- Ђаковица (г)
- Ереч
- Жабељ
- Ждрело
- Жуб
- Зулфај
- Јабланица
- Јанош
- Јахоц
- Кодралија
- Кореница
- Кошаре
- Краљане
- Кусар
- Кушевац
- Липовац
- Лугађија
- Љугбунар
- Мармуле
- Меја Оризе
- Мећа
- Моглица
- Молић
- Морина
- Нец
- Нивоказ
- Осек Паша
- Осек Хиља
- Паљабарда
- Пацај
- Петрушан
- Пљанчор
- Поношевац
- Поповац
- Радоњић
- Раковина
- Ракоц
- Рамоц
- Рацај
- Рача
- Рашкоц
- Рипај Маданај
- Рогово
- Скивјане
- Смаћ
- Смоница
- Сопот
- Стубла
- Траканић
- Ћерим
- Ујз
- Фираја
- Фирза
- Црмљане
- Шеремет
- Шишман

#### Општина Исток(50)
- Бања (г)
- Бањица
- Бегов Лукавац
- Белица
- Бело Поље
- Верић
- Врело
- Добруша
- Доњи Исток
- Драгољевац
- Дрење
- Дубрава
- Ђураковац
- Жаково
- Жач
- Заблаће
- Исток (г)
- Каличане
- Кашица
- Ковраге
- Кош
- Крњина
- Лугово
- Љубово
- Љубожда
- Мало Дубово
- Мојстир
- Мужевине
- Нови Верић
- Орно Брдо
- Осојане
- Пољане
- Прекале
- Пригода
- Ракош
- Синаје
- Србобран
- Стародворане
- Студеница
- Суви Лукавац
- Суво Грло
- Сушица
- Томанце
- Трбуховац
- Тучеп
- Укча
- Црколез
- Црни Луг
- Црнце
- Шаљиновица

#### Општина Клина(64)
- Балинце
- Берково
- Бича
- Бобовац
- Бокшић
- Будисавци
- Велики Ђурђевик
- Велико Крушево
- Видање
- Влашки Дреновац
- Волујак
- Врмница
- Голубовац
- Горњи Петрич
- Грабаница
- Грабац
- Гребник
- Деич
- Добра Вода
- Добри Дол
- Долац
- Долово
- Доњи Петрич
- Дреновац
- Дреновчић
- Дрсник
- Дугоњиве
- Душ
- Душевић
- Забрђе
- Зајмово
- Злокућане
- Игларево
- Јагода
- Јеловац
- Јошаница
- Кијево
- Клина (г)
- Клинавац
- Кпуз
- Крњинце
- Лесковац
- Лозица
- Мали Ђурђевик
- Мало Крушево
- Млечане
- Наглавци
- Плочице
- Пограђе
- Прчево
- Радуловац
- Реновац
- Ресник
- Рудице
- Сврхе
- Сићево
- Скорошник
- Ступ
- Церовик
- Црни Луг
- Чабић
- Ческово
- Чупево
- Штупељ

#### Општина Пећ(80)
- Алагина Река
- Бабиће
- Баране
- Бело Поље
- Благаје
- Пећ
- Брежаник
- Брестовик
- Бролић
- Бучане
- Велика Јабланица
- Велики Штупељ
- Витомирица
- Враговац
- Врановац
- Главичица
- Глођане
- Гораждевац
- Грабовац
- Добри До
- Дреље
- Дубово
- Дубочак
- Дугањиве
- Загрмље
- Захаћ
- Злопек
- Јабланица
- Јошаница
- Клинчина
- Косурић
- Котрадић
- Кошутане
- Крстовац
- Крушевац
- Кућиште
- Лабљане
- Лаз Белопаћ
- Липа
- Лођа
- Ложане
- Лугађија
- Љевоша
- Љешане
- Љубенић
- Љутоглава
- Мала Јабланица
- Мали Штупељ
- Маљевиће
- Милановац
- Набрђе
- Накло
- Непоље
- Нови Раушић
- Ново Село
- Озрим
- Осоје
- Пашино Село
- Пепиће
- Пећ (г)
- Пиштане
- Плављане
- Почешће
- Радавац
- Раушић
- Рашић
- Ромуне
- Росуље
- Рухот
- Сврке
- Сига
- Требовић
- Трстеник
- Турјак
- Ћушка
- Хаџовићи
- Црни Врх
- Челопек
- Чунгур
- Шкреље

### Призренски округ(220)

#### Општина Гора(19)
- Бачка
- Брод
- Враниште
- Глобочица
- Горња Рапча
- Горњи Крстац
- Диканце
- Доња Рапча
- Доњи Крстац
- Драгаш (г)
- Зли Поток
- Крушево
- Кукуљане
- Лештане
- Љубовиште
- Млике
- Орчуша
- Радеша
- Рестелица

#### Општина Ораховац(55)
- Бела Црква
- Братотин
- Брестовац
- Брњача
- Бубље
- Велика Круша
- Велика Хоча
- Врањак
- Геџе
- Горачево
- Горић
- Горње Поточане
- Дањане
- Добри Дол
- Доманек
- Доње Поточане
- Драгобиље
- Дреновац
- Затрић
- Зочиште
- Зрзе
- Јанчиште
- Јовић
- Козник
- Крамовик
- Лабучево
- Љубижда
- Мађаре
- Мала Хоча
- Малишево
- Милановић
- Мируша
- Моралија
- Мрасор
- Нашпале
- Ногавац
- Оптеруша
- Ораховац (г)
- Острозуб
- Пагаруша
- Петковић
- Полужа
- Понорац
- Пусто Село
- Радосте
- Ратковац
- Ретимље
- Сановац
- Сарош
- Сопнић
- Турјак
- Целина
- Црноврана
- Чифлак
- Чупево

#### Општина Призрен(96)
- Атмађа
- Белоброд
- Билуша
- Бљач
- Брезна
- Бродосавце
- Брут
- Бузец
- Буча
- Вележа
- Влашња
- Врбичане
- Врбница
- Горња Србица
- Горње Љубиње
- Горње Село
- Горожуп
- Гражданик
- Грнчаре
- Дедај
- Добруште
- Дојнице
- Доња Србица
- Доње Љубиње
- Драјчићи
- Душаново
- Ђонај
- Живињане
- Жур
- Заплужје
- Згатар
- Зјум Опољски
- Зјум Хас
- Зојић
- Зрзе
- Јабланица
- Јешково
- Кабаш
- Кабаш Хас
- Капра
- Карашинђерђ
- Кобања
- Којуш
- Кориша
- Косовце
- Крајк
- Куклибег
- Куковце
- Кушнин
- Куштендил
- Ландовица
- Лез
- Лесковац
- Локвица
- Љубижда
- Љубижда Хас
- Љубичево
- Љукинај
- Љутоглав
- Мазрек
- Мала Круша
- Мамуша
- Манастирица
- Медвеце
- Миљај
- Мурадем
- Мушниково
- Нашец
- Небрегоште
- Нова Шумадија
- Новаке
- Ново Село
- Петрово Село
- Пиране
- Плава
- Плајник
- Планеја
- Плањане
- Послиште
- Поуско
- Призрен (г)
- Рандубрава
- Ренце
- Речане
- Ромаја
- Скоробиште
- Смаћ
- Средска
- Стружје
- Трепетинца
- Тупец
- Хоча Заградска
- Цапарце
- Шајиновац
- Шкоза
- Шпинадија

#### Општина Сува Река(50)
- Бања
- Беланица
- Блаце
- Будаково
- Букош
- Вранић
- Вршевце
- Гељанце
- Горња Крушица
- Грејковце
- Грејчевце
- Гунцат
- Дворане
- Деловце
- Добродељане
- Доња Крушица
- Дубрава
- Дуље
- Ђиновце
- Јавор
- Кострце
- Кравосерија
- Ладровац
- Ладровић
- Лешане
- Лужница
- Мачитево
- Мовљане
- Мушутиште
- Непребиште
- Нишор
- Папаз
- Пећане
- Поповљане
- Раштане
- Речане
- Саврово
- Самодража
- Селогражде
- Семетиште
- Сеник
- Слапужане
- Сопина
- Стара Вучина
- Студенчане
- Сува Река (г)
- Топличане
- Трње
- Тумичина
- Чајдрак

### Косовскомитровачки округ(335)

#### Општина Вучитрн(67)
- Балинце
- Бањска
- Бенчук
- Бечић
- Бивољак
- Бошљане
- Брусник
- Букош
- Велика Река
- Весековце
- Виљанце
- Врница
- Вучитрн (г)
- Галица
- Главотина
- Гојбуља
- Горња Дубница
- Горња Судимља
- Горње Становце
- Горњи Сврачак
- Граце
- Гумниште
- Добра Лука
- Дољак
- Доња Дубница
- Доња Судимља
- Доње Становце
- Доњи Сврачак
- Дрваре
- Дубовац
- Жиливода
- Загорје
- Језеро
- Караче
- Коло
- Куновик
- Курилово
- Луг Дубница
- Маврић
- Мијалић
- Мироче[кв]
- Невољане
- Недаковац
- Ново Село Бегово
- Ново Село Мађунско[кг]
- Окраштица
- Ошљане
- Пантина
- Пасома
- Пестово
- Прилужје
- Ресник
- Ропица
- Самодрежа
- Скочна
- Скровна
- Слаковце[кд]
- Слатина
- Смрековница
- Стровце
- Тараџа
- Трлабућ
- Херцегово
- Цецелија
- Шалце
- Шљивовица
- Штитарица

#### Општина Звечан(35)
- Банов До
- Бањска
- Бањска Река
- Бањски Суви До
- Бољетин
- Бресница
- Валач
- Велико Рударе
- Вилиште
- Грабовац
- Грижани
- Дољане
- Жажа
- Жеровница
- Житковац
- Звечан (г)
- Извори
- Јанков Поток
- Јошевик
- Каменица
- Кориље
- Кула
- Липа
- Липовица
- Ловац
- Лозиште
- Локва
- Мали Звечан
- Мало Рударе
- Матица
- Меки До
- Ораовица
- Рудине
- Сендо
- Србовац

#### Општина Зубин Поток(63)
- Бабиће
- Бабудовица
- Бања[кђ]
- Бојновиће
- Брњак
- Бубе
- Бурлате
- Велика Калудра
- Вељи Брег
- Витакова
- Војмислиће
- Врба
- Вукојевиће
- Вукосављевиће
- Газиводе
- Горње Вараге[ке]
- Горњи Јасеновик
- Горњи Стрмац
- Доброшевина
- Доње Вараге[ке]
- Доњи Јасеновик
- Драгаљице
- Драиновиће
- Дрен
- Жарево
- Заграђе[кж]
- Загуље
- Зечевиће
- Зубин Поток
- Зупче
- Јабука
- Јагњеница
- Јунаке[кз]
- Кијевце[ки]
- Клечке[кј]
- Кобиља Глава
- Коваче
- Козарево
- Копиловиће[кк]
- Крлигате[кл]
- Леденик[кљ]
- Лучка Река
- Мала Калудра
- Међеђи Поток
- Оклаце
- Падине
- Паруце
- Превлак
- Прелез
- Пресека
- Придворица
- Ранчиће[км]
- Резала
- Рујиште
- Тушиће
- Ћешановиће[кн]
- Угљаре
- Црепуља
- Чабра
- Чечево
- Читлук
- Шипово[књ]
- Штуоце[ко]

#### Општина Косовска Митровица(49)
- Бајгора
- Баре
- Батаире
- Брабоњић[кп]
- Ваганица
- Велики Кичић
- Видомирић
- Видушић
- Влахиње[кр]
- Врбница
- Горње Винарце
- Горње Жабаре
- Горње Рашане
- Горњи Суви До
- Гушавац[кс]
- Дедиње
- Доње Винарце
- Доње Жабаре
- Доње Рашане
- Доњи Суви До
- Забрђе
- Засела[кт]
- Зијача
- Качандол[кћ]
- Ковачица
- Коприва
- Косовска Митровица (г)[ку]
- Кошутово
- Кутловац
- Лисица[кф]
- Љушта
- Мађаре
- Мажић
- Мало Кичиће
- Мељеница
- Овчаре
- Орахово
- Пирче
- Први Тунел
- Река
- Ржана
- Свињаре
- Сељанце
- Стари Трг (руд. насеље)[кх]
- Стари Трг (село)[кц]
- Страна
- Трстена
- Шипоље
- Шупковац

#### Општина Лепосавић(71)
- Баре
- Бело Брдо
- Белуће
- Бербериште
- Бистрица
- Борова
- Борчане
- Брзанце
- Витановиће
- Врачево
- Вуча
- Гњеждане
- Горњи Крњин
- Граничане
- Гркаје
- Гувниште
- Гулије
- Десетак
- Добрава
- Доње Исево[кч]
- Доњи Крњин
- Дрен
- Дубока
- Забрђе
- Заврата
- Земаница
- Зрносек
- Ибарско Постење[кџ]
- Јариње
- Јелакце
- Јошаница
- Кајково
- Каменица
- Кијевчиће
- Копориће[кш]
- Костин Поток
- Кошутица[ла]
- Кошутово
- Крушево
- Крушчица
- Кутње
- Лазине[лб]
- Лепосавић (г)
- Лешак (г)
- Лозно
- Мајдево
- Мекиниће[лв]
- Миоковиће
- Миолиће[лг]
- Мошница
- Остраће
- Плакаоница
- Планиница
- Поповце
- Поткомље[лд]
- Придворица
- Рватска
- Родељ
- Руцманце
- Сеоце
- Слатина
- Сочаница
- Тврђан[лђ]
- Требиће
- Трикосе
- Ћирковиће[ле]
- Улије
- Церања
- Црвени
- Црнатово
- Шаљска Бистрица

#### Општина Србица(50)
- Бакс
- Бања
- Броћна
- Витак
- Воћњак
- Горња Клина
- Горње Преказе
- Горњи Обилић
- Доња Клина
- Доње Обриње
- Доње Преказе
- Доњи Обилић
- Дошевац
- Избица
- Кладерница
- Кожица
- Кострц
- Которе
- Красалић
- Красмировац
- Крушевац
- Кућица
- Лауша
- Леочина
- Ликовац
- Љубовац
- Макрмаљ
- Марина
- Микушница
- Мурга
- Ново Село
- Овчарево
- Падалиште
- Плужина
- Пољанце[лж]
- Преловац
- Радишево
- Ракитница
- Резала
- Рудник
- Србица
- Средња Клина
- Суво Грло
- Тица
- Трнавце
- Турићевац
- Тушиље
- Ћирез[лз]
- Читак
- Чубрељ

### Косовскопоморавски округ(184)

#### Општина Витина(43)
- Баланце
- Бегунце
- Бинач
- Бузовик
- Велики Годен[ли]
- Витина (г)
- Врбан
- Врбовац
- Врнавоколо[лј]
- Врнез
- Горња Будрика[лк]
- Горња Слатина
- Горња Стубла
- Грмово
- Грнчар[лл]
- Гушица
- Дебелде
- Деваја
- Доња Слатина
- Доња Стубла
- Доње Рамњане
- Дробеш
- Ђелекаре
- Житиње
- Јерли Садовина
- Кабаш
- Клокот
- Летница
- Љубиште
- Мијак
- Могила
- Ново Село
- Подгорце
- Пожарање[лљ]
- Равниште
- Радивојце
- Рибник
- Смира
- Трпеза
- Трстеник
- Черкез Садовина
- Чифлак
- Шашаре

#### Општина Гњилане(57)
- Билинце[лм]
- Брасаљце[лн]
- Буковик
- Буринце
- Велекинце
- Владово
- Влаштица
- Врапчић
- Врбица
- Гадиш
- Гњилане (г)
- Горње Кусце
- Горње Слаковце
- Горњи Ливоч
- Горњи Макреш
- Гумниште
- Добрчане
- Доња Будрига
- Доње Слаковце
- Доњи Ливоч
- Доњи Макреш
- Драганац
- Дунаво
- Жеговац
- Жеговачка Врбица
- Жегра
- Инатовце
- Кишно Поље
- Кметовце
- Коретиште
- Краварица
- Липовица
- Ловце
- Мали Годен
- Малишево
- Мозгово
- Мучибаба
- Носаље
- Паралово
- Партеш
- Пасјак
- Пасјане
- Пидић
- Подграђе
- Понеш
- Прилепница
- Сапар
- Слубица
- Станишор
- Станчић[лњ]
- Стража
- Стублина
- Угљаре
- Церница
- Челик
- Шилово
- Шурлане

#### Општина Косовска Каменица(74)
- Ајновце
- Беривојце
- Блато
- Божевце
- Бољевце
- Босце
- Братиловце
- Бусовата
- Бушинце[ло]
- Ваганеш
- Велико Ропотово
- Вељеглава[лп]
- Врућевце
- Глоговце
- Гминце
- Гоголовце
- Горња Шипашница
- Горње Карачево
- Горње Кормињане
- Грађеник
- Гризиме[лр]
- Даждинце
- Дајковце
- Десивојце
- Доморовце
- Доња Шипашница
- Доње Карачево
- Доње Кормињане
- Дреновце
- Ђуришевце
- Жуја
- Зајчевце[лс]
- Кололеч
- Копривница
- Коретин
- Косовска Каменица (г)[лт]
- Костадинце
- Крајнидел[лћ]
- Кремената
- Криљево
- Лисоцка[лу]
- Љајчић
- Љештар
- Мало Ропотово
- Маровце
- Мешина
- Мигановце
- Мочаре
- Мучиврце
- Ново Село
- Огоште
- Одановце
- Одевце
- Ораовица
- Панчело
- Петровце
- Поличка
- Рајановце
- Ранилуг
- Робовац
- Рогачица
- Свирце
- Седларе
- Стрезовце
- Стрелица
- Тиринце
- Томанце
- Топоница
- Трстена
- Туђевце
- Фирићеја[лф]
- Царевце
- Чараковце
- Шаић[лх]

#### Општина Ново Брдо(10)
- Бостане
- Зебинце
- Извор
- Јасеновик
- Клобукар
- Лабљане
- Манишинце
- Ново Брдо
- Прековце
- Трнићевце